# تطبيقات الذكاء الاصطناعي
يملك الذكاء الاصطناعي، الذي يعرف بأنه الذكاء الذي تظهره الآلات، تطبيقات عديدة في المجتمع المعاصر. يعرف الذكاء الاصطناعي الضعيف تحديدًا بأنه شكل من الذكاء الاصطناعي يطور برامج لأداء مهام محددة، تستخدم في مجموعة واسعة من الأنشطة تشمل التشخيص الطبي، ومنصات التدوال الإلكترونية، والتحكم في الروبوت والاستشعار عن بعد. استخدم الذكاء الاصطناعي في تطوير العديد من المجالات والصناعات والنهوض بها، مثل مجالات التمويل، والرعاية الصحية، والتعليم والنقل وغيرها.

## الإنترنت والتجارة الإلكترونية

### أنظمة التوصية
يتنبأ نظام التوصية بالتقييم أو التفضيل الذي سيعطيه المستخدم لعنصر ما. تم تصميم أنظمة توصية الذكاء الاصطناعي لعرض اقتراحات بناءً على السلوك السابق. تم استخدام هذه الأنظمة من قبل شركات مثل نتفليكس وأمازون وإنستغرام ويوتيوب، حيث تولد قوائم تشغيل مخصصةً واقتراحات منتجات وتوصيات فيديو.

### خلاصات ومنشورات الويب
يستخدم التعلم الآلي أيضًا في خلاصات الويب، مثل تحديد المنشورات التي يجب أن تظهر في خلاصات وسائل التواصل الاجتماعي. تستخدم أنواع مختلفة من تحليل وسائل التواصل الاجتماعي التعلم الآلي أيضًا  وهناك بحث في استخدامه للتوسيم/التحسين/التصحيح (شبه) الآلي للمعلومات المضللة عبر الإنترنت وفقاعات التصفية المرتبطة بها.

### الإعلانات المُستهدفة وزيادة مُشاركة الإنترنت
يستخدم الذكاء الاصطناعي لاستهداف إعلانات الويب لأولئك الذين يرجح أن ينقروا عليها أو يتفاعلوا معها. كما يستخدم لزيادة الوقت الذي يقضيه المشاهد على موقع ويب من خلال اختيار محتوىً جذاب له. يمكنه التنبؤ بسلوك العملاء أو تعميمه من آثارهم الرقمية. يستخدم كل من جوجل أدسنس [بحاجة لمصدر] وفيسبوك  الذكاء الاصطناعي للإعلان. تستخدم شركات المقامرة عبر الإنترنت الذكاء الاصطناعي لتحسين استهداف العملاء.
تضيف نماذج الذكاء الاصطناعي لحوسبة الشخصية استهدافًا نفسيًا إلى الديموغرافيات الاجتماعية أو الاستهداف السلوكي الأكثر تقليدية. تم استخدام الذكاء الاصطناعي لتخصيص خيارات التسوق وتخصيص العروض.

### المساعدون الافتراضيون
يستخدم المساعدون الشخصيون الأذكياء الذكاء الاصطناعي لفهم العديد من طلبات اللغة الطبيعية بطرق أخرى غير الأوامر الروديمنتارية. من الأمثلة الشائعة سيري من أبل وأليكسا من أمازون وشات جي بي تي الأحدث من أوبن أيه آي.

### محركات البحث
استخدم بينج شات الذكاء الاصطناعي كجزءٍ من محرك البحثِ الخاص به.

### تصفية الرسائل غير المرغوب فيها
يمكن استخدام التعلم الآلي لمحاربة الرسائل غير المرغوب فيها والاحتيال والتصيد الاحتيالي. يمكنه فحص محتويات هجمات الرسائل غير المرغوب فيها والتصيد الاحتيالي لمحاولة تحديد العناصر الضارة. تتمتع بعض النماذج التي تم بناؤها عبر خوارزميات التعلم الآلي بدقة تزيد عن 90% في التمييز بين الرسائل غير المرغوب فيها ورسائل البريد الإلكتروني المشروعة. يمكن تحسين هذه النماذج من البيانات الجديدة وتكتيكات الرسائل غير المرغوب فيها المتطورة. يحلل التعلم الآلي أيضًا سمات مثل سلوك المرسل ومعلومات رأس البريد الإلكتروني وأنواع المرفقات.

### ترجمة اللغات
تحاول تقنية ترجمة الكلام تحويل الكلمات المنطوقة بلغة ما إلى لغة أخرى. يمكن أن يقلل هذا من الحواجز اللغوية في التجارة العالمية والتبادل الثقافي من خلال السماح للمتحدثين بلغات مختلفة بالتواصل مع بعضهم البعض.
تم استخدام الذكاء الاصطناعي لترجمة اللغة المنطوقة والمحتوى النصي تلقائيًا، في منتجات مثل مترجم مايكروسوفت وترجمة جوجل ومترجم ديب إل. بالإضافة إلى ذلك، يجري البحث والتطوير لفك شفرة التواصل مع الحيوانات وإجراءه.
لا يتم نقل المعنى من خلال النص فقط، ولكن أيضًا من خلال الاستخدام والسياق (انظر الدلالات وعلم التركيب). ونتيجةً لذلك، فإن نهجي التصنيف الأساسيين لترجمات الآلة هما الترجمات الآلية الإحصائية واللغوية العصبية (NMTs). كانت الطريقة القديمة لإجراء الترجمة هي استخدام منهجية الترجمة الآلية الإحصائية (SMT) للتنبؤ بأفضل ناتج محتمل باستخدام خوارزميات محددة. ومع ذلك، مع الترجمات الآلية اللغوية العصبية، يستخدم النهج خوارزميات ديناميكية لتحقيق ترجمات أفضل بناءً على السياق.

### التعرف على الوجه ووضع العلامات على الصور
تم استخدام الذكاء الاصطناعي في أنظمة التعرف على الوجه، بمعدل دقة 99%. من الأمثلة على ذلك فيس آي دي، وفيس أونلك، والتي تستخدم لتأمين الأجهزة المحمولة.
تم استخدام وضع العلامات على الصور من قبل جوجل لكشف المنتجات في الصور والسماح للأشخاص بالبحث بناءً على صورة. كما تم إثبات أن وضع العلامات على الصور يولد كلامًا لوصف الصور للأشخاص المكفوفين.  يحدد ديب فيس (بالإنجليزية: DeepFace) من فيسبوك الوجوه البشرية في الصور الرقمية.

## الألعاب
كانت الألعاب تطبيقًا رئيسيًا لقدرات الذكاء الاصطناعي منذ الخمسينيات. في القرن الحادي والعشرين، تغلبت أنظمة الذكاء الاصطناعي على اللاعبين البشر في العديد من الألعاب، بما في ذلك الشطرنج (ديب بلو) والمحك! (واتسون) وغو (ألفا غو)  والبوكر (بلوربوس وسافياس) والرياضات الإلكترونية مثل ستار كرافت، ومجال لعب الألعاب بشكل عام مثل ألفازيرو،  وموزيرو.
استبدل الذكاء الاصطناعي الخوارزميات المكتوبة يدويًا في معظم برامج الشطرنج. على عكس غو أو الشطرنج، فإن البوكر هي لعبة معلومات غير كاملة، لذا فإن البرنامج الذي يلعب البوكر يجب أن يفكر في ظل عدم اليقين. يعمل لاعبو الألعاب بشكل عام باستخدام التعليقات من نظام اللعبة، دون معرفة القواعد.

## التحديات الاقتصادية والاجتماعية
يعد برنامج الذكاء الاصطناعي للخير مبادرة من الاتحاد الدولي للاتصالات تدعم المؤسسات التي تستخدم الذكاء الاصطناعي لمعالجة بعض أكبر التحديات الاقتصادية والاجتماعية في العالم. أطلقت جامعة جنوب كاليفورنيا مثلًا مركز الذكاء الاصطناعي في المجتمع، بهدف استخدام الذكاء الاصطناعي لمعالجة المشكلات الاجتماعية ذات الصلة مثل التشرد. ويستخدم الباحثون في جامعة ستانفورد الذكاء الاصطناعي لتحليل صور الأقمار الصناعية لتحديد المناطق ذات مستويات الفقر الأعلى.

## الزراعة
تُظهر تطورات الذكاء الاصطناعي الجديدة في مجال الزراعة تحسينات في جني الغلة وزيادة البحث والتطوير في مجال زراعة المحاصيل. يتنبأ الذكاء الاصطناعي الجديد بالوقت الذي يستغرقه محصول مثل الطماطم ليصبح ناضجًا وجاهزًا للقطف، ما يزيد من كفاءة الزراعة. وتشمل هذه التطورات أيضًا مراقبة المحاصيل والتربة والروبوتات الزراعية والتحليلات التنبؤية. وتصنيف عواطف نداء الخنازير في الماشية،  وأتمتة الصوبات الزجاجية،  والكشف عن الأمراض والآفات،  وتوفير المياه.
نظرًا لزيادة عدد السكان ونمو الطلب على الغذاء في المستقبل، يجب أن تكون هناك زيادة بنسبة 70% على الأقل في غلة الزراعة لتلبية هذا الطلب الجديد. يتزايد إدراك العامة بأن تكييف هذه التقنيات الجديدة واستخدام الذكاء الاصطناعي سيساعد في الوصول إلى هذا الهدف.

### الزراعة الدقيقة
يُساعد الذكاء الاصطناعي في تحقيق الزراعة الدقيقة، والتي تتطلب استخدام خوارزمياتٍ لِتحليل البيانات التي تم استرجاعُها من الصور الساتلية وأجهزة الاستشعار الميدانية في الموقع. يسمح ذلك بِتَحسين استخدام الموارد ويُساعد على اتخاذ القرارات الصحيحة بشأن نوع العناصر الغذائية والمياه والمبيدات اللازمة لِتَعظيم الغلة.

### مراقبة المحاصيل والتربة
تستخدم مراقبة المحاصيل والتربة خوارزميات وبيانات جديدة تجمع في الحقل لإدارة وتتبع صحة المحاصيل ما يجعلها أسهل وأكثر استدامة للمزارعين.

### الآلات الآلية
تعد أتمتة الدفيئة ومحاكاتها ونمذجتها وتقنيات التحسين إحدى تخصصات الذكاء الاصطناعي الإضافية في الزراعة.

## الأمن السيبراني
تتبنى شركات الأمن السيبراني الشبكات العصبية والتعلم الآلي ومعالجة اللغة الطبيعية لتحسين أنظمتها.
تشمل تطبيقات الذكاء الاصطناعي في الأمن السيبراني:
- حماية الشبكة: يحسن التعلم الآلي أنظمة اكتشاف التطفل من خلال توسيع نطاق البحث ليتجاوز التهديدات التي تم تحديدها مسبقًا.
- حماية نقطة النهاية: يمكن إحباط الهجمات مثل هجمات طلب الفدية من خلال تعلم سلوكيات البرامج الضارة النموذجية. تختلف حالات استخدام تطبيقات الأمن السيبراني المتعلقة بالذكاء الاصطناعي من حيث الفائدة والتعقيد. توفر ميزات الأمن مثل تنسيق الأمن والأتمتة والاستجابة (SOAR) والكشف الموسع عن نقاط النهاية والاستجابة (XDR) فوائد كبيرةً للشركات، لكنها تتطلب جهودًا كبيرةً في التكامل والتكيف.[60]
- أمان التطبيق: يمكن أن يساعد في مواجهة الهجمات مثل تزوير طلب جانب الخادم، وحقن SQL، والتنصت عبر المواقع، وهجمات الحرمان من الخدمات. يمكن أيضًا استخدام تقنية الذكاء الاصطناعي لتحسين أمان النظام وحماية خصوصيتنا. اقترح راندرياناسولو (2012) نظام أمانٍ قائمًا على الذكاء الاصطناعي يمكنه التعرف على التطفلات والتكيف لأداءٍ أفضل.[61] من أجل تحسين أمان الحوسبة السحابية، أنشأ ساهيل (2015) نظام ملفاتٍ شخصيةٍ للمستخدمين لبيئة السحابة باستخدام تقنيات الذكاء الاصطناعي.[62]
- سلوك المستخدم المشتبه به: يمكن للتعلم الآلي تحديد التزوير أو التطبيقات المخترقة عند حدوثها.[63]

قال شومان غوسماجمدر، قيصر الاحتيال في جوجل، إن الذكاء الاصطناعي سيستخدم لأتمتة معظم عمليات الأمن السيبراني تمامًا بمرور الوقت.

## التعليم
يُعد الذكاء الاصطناعي في التعليم مصطلحًا جامعًا،  يُطبق على مجموعة واسعة من المجالات المترابطة،  والتي تشمل التجسيد البشري، والذكاء الاصطناعي التوليدي، واتخاذ القرارات المستندة إلى البيانات، وأخلاقيات الذكاء الاصطناعي، والمراقبة الصفية، وخصوصية البيانات، ومهارات الذكاء الاصطناعي.
يساهم الذكاء الاصطناعي في الارتقاء بمستوى التعليم، حيث يوجه اهتمامه إلى قضايا جوهرية كصلة المعرفة والمساواة التعليمية. ينبغي أن يُسخَّر تطور الذكاء الاصطناعي في ميادين التعليم والتكنولوجيا لتعزيز القدرات البشرية في المجالات التي لا يستطيع الذكاء الاصطناعي أن يحل محل الإنسان فيها. وتدرك اليونسكو مستقبل الذكاء الاصطناعي في التعليم كأداة لتحقيق الهدف الرابع من أهداف التنمية المستدامة، ألا وهو توفير تعليم جيد منصف وشامل للجميع. كما يؤكد المنتدى الاقتصادي العالمي على دور الذكاء الاصطناعي في تطوير قدرات الطلاب بشكل عام وتحويل عملية التدريس إلى عملية أكثر متعة.
التعلّم الشخصي
تُعدّ أنظمة التدريس المدعومة بالذكاء الاصطناعي، مثل خان أكاديمي ودولينجو وكارنيجي للتعلم، في طليعة تقديم التعليم الشخصي. تستغل هذه المنصات خوارزميات الذكاء الاصطناعي لتحليل أنماط التعلم الفردية ومواطن القوة والضعف لدى كل طالب، مما يتيح تخصيص المحتوى ليناسب سرعة كل طالب وأسلوبه في التعلم.
الفعالية الإدارية
في المؤسسات التعليمية، يُستخدم الذكاء الاصطناعي بشكل متزايد لأتمتة المهام الروتينية مثل تتبع الحضور والتصحيح والتقويم، مما يسمح للمعلمين بتخصيص المزيد من الوقت للتدريس التفاعلي والمشاركة المباشرة مع الطلاب. علاوة على ذلك، تُستخدم أدوات الذكاء الاصطناعي لمراقبة تقدم الطلاب وتحليل سلوكيات التعلم والتنبؤ بالتحديات الأكاديمية، مما يسهل التدخلات السريعة والاستباقية للطلاب المعرضين لخطر التراجع.
المخاوف الأخلاقية والخصوصية
يمكن للذكاء الاصطناعي أيضًا أن يخلق بيئة غير صالحة ذات تأثيرات انتقامية، ويتحقق هذا عندما تمنع التكنولوجيا المجتمع من التقدم وتسبب آثارًا سلبية غير مقصودة على المجتمع. يعد الاستخدام الموسع للتكنولوجيا الذي قد يعيق قدرة الطلاب على التركيز ويبقيهم في المهمة بدلًا من مساعدتهم على التعلم والنمو من الأمثلة على التأثير الانتقامي. ومن المعروف أيضًا أن الذكاء الاصطناعي يؤدي إلى فقدان التدخلات البشرية والتعاصر.

## المالية
لطالما اعتمدت المؤسسات المالية على الشبكات العصبية الاصطناعية للكشف عن المعاملات أو المطالبات الشاذة وإحالتها للتحقيق اليدوي. وقد شهد مجال الخدمات المصرفية انطلاقة حقيقية لاستخدام الذكاء الاصطناعي منذ عام 1987، عندما أسس بنك سيكيوريتي باسيفيك ناشيونال بنك فريق عمل متخصصًا لمكافحة الاحتيال، وذلك لمواجهة الاستخدام غير المصرح به للبطاقات الائتمانية. ولا يزال هذا المجال يشهد تطورًا مستمرًا، حيث تستخدم شركات مثل كاسيستو ومونيستريم تقنيات الذكاء الاصطناعي على نطاق واسع.
تتجاوز تطبيقات الذكاء الاصطناعي في القطاع المصرفي نطاق الكشف عن الاحتيال، حيث تستخدم البنوك هذه التقنيات في تنظيم العمليات المحاسبية، وإدارة الاستثمارات العقارية، وحتى في تداول الأسهم. تتميز هذه التقنيات بقدرتها على التفاعل مع التغيرات التي قد تحدث في بيئة الأعمال بشكل فوري. كما تساهم في مكافحة الجرائم المالية من خلال مراقبة الأنماط السلوكية للكشف عن أي انحرافات أو شذوذ غير طبيعي.
لقد أدى استخدام الذكاء الاصطناعي في تطبيقات مثل التداول عبر الإنترنت وصنع القرار إلى تحول جذري في النظريات الاقتصادية السائدة. فعلى سبيل المثال، أصبحت منصات البيع والشراء القائمة على الذكاء الاصطناعي قادرة على تقدير منحنيات العرض والطلب الفردية، مما يتيح لها تطبيق أسعار مخصصة لكل عميل. وبفضل هذه التقنيات، تقلصت حدة تفاوت المعلومات في الأسواق، مما أدى إلى زيادة كفاءتها. كما أن تطبيق الذكاء الاصطناعي في القطاع المالي يساهم في تخفيف القيود التمويلية التي تواجهها المؤسسات غير الحكومية، خاصة الشركات الصغيرة والناشئة.

### التداول والاستثمار
يعتمد التداول الخوارزمي على أنظمة الذكاء الاصطناعي التي تتخذ قرارات تداولية بسرعة فائقة تفوق قدرات البشر بكثير، مما يتيح تنفيذ ملايين الصفقات يوميًا دون تدخل بشري مباشر. يشكل هذا النوع من التداول ذو التردد العالي قطاعًا ينمو بوتيرة متسارعة. وقد أصبحت العديد من البنوك والصناديق الاستثمارية وشركات التداول تمتلك محافظ استثمارية كاملة تُدار بالكامل بواسطة الذكاء الاصطناعي. وبالرغم من أن أنظمة التداول الآلية تستخدم بشكل أساسي من قبل كبار المستثمرين المؤسسيين، إلا أنها باتت متاحة أيضًا لشركات أصغر حجمًا تمتلك أنظمة ذكاء اصطناعي خاصة بها.
تلجأ المؤسسات المالية الكبرى إلى الذكاء الاصطناعي لمساعدتها في عمليات الاستثمار. فعلى سبيل المثال، تستخدم شركة بلاك روك محرك الذكاء الاصطناعي الخاص بها علاء الدين داخليًا وخارجيًا لمساعدة العملاء في اتخاذ قرارات استثمارية مدروسة. ويعتمد هذا المحرك على معالجة اللغة الطبيعية لتحليل النصوص مثل الأخبار وتقارير الوسطاء الماليين ومشاركات وسائل التواصل الاجتماعي، ثم يقيم المزاج العام للشركات ويمنحها تقييمًا رقميًا. وبالمثل، تستخدم بنوك مثل يو بي إس ودويتشه بنك نظام SQREEM (نموذج الاختزال والاستخراج الكمي المتسلسل) لاستخراج البيانات وتطوير نماذج تفصيلية للعملاء، مما يساهم في تقديم خدمات إدارة ثروات مخصصة.

### الاكتتاب
تعتمد شركة "أبستارت" المتخصصة في الإقراض عبر الإنترنت على تقنية التعلم الآلي كأداة أساسية في عملية تقييم الملاءة الائتمانية لعملائها.
أما منصة "زامل" التابعة لشركة زست فاينانس، فتستخدم بدورها تقنية التعلم الآلي في مجال التقييم الائتماني. تعمل هذه المنصة على تحليل مجموعة واسعة من البيانات، بما في ذلك سجلات المعاملات التجارية للعميل وكيفية تعبئته للنموذج، وذلك بهدف تقييم مدى جدية المديونية. وتتميز هذه المنصة بقدرتها الفائقة على تحديد الدرجات الائتمانية للأفراد الذين يمتلكون سجلات ائتمانية محدودة، مما يجعلها أداة قيمة في هذا المجال.

### التدقيق
يمكّن الذكاء الاصطناعي من إجراء مراجعة مستمرة، مما يؤدي إلى تقليل مخاطر المراجعة وزيادة مستوى التأكيد وتقليل مدتها. تتيح المراجعة المستمرة المدعومة بالذكاء الاصطناعي مراقبة الأنشطة المالية والإبلاغ عنها في الوقت الفعلي، مما يزود الشركات برؤى آنية يمكن أن تساهم في اتخاذ قرارات سريعة.

### مكافحة غسيل الأموال
يمكن لبرامج الذكاء الاصطناعي، مثل LaundroGraph، دعم مكافحة غسل الأموال عبر معالجة البيانات غير المكتملة وتقليل الأخطاء. يواجه هذا المجال تحديات مثل نقص البيانات المصنفة واختلال التوازن فيها،  مما يستدعي تطوير تقنيات جديدة كالتعلم غير الخاضع للإشراف وتعزيز التعاون بين الأوساط الأكاديمية والصناعة. تستخدم المصارف التعلم الآلي لتحسين كفاءة المراقبة وكشف العمليات المشبوهة بسرعة وفعالية.

### التاريخ
برز الذكاء الاصطناعي في الثمانينيات في قطاع التمويل بفضل الأنظمة الخبيرة مثل "برو-تيدر"، الذي توقع انخفاض مؤشر داو جونز وساهم في تحسين الاستراتيجيات الاستثمارية. كما طورت أنظمة مثل "بلان باور" خططًا مالية شخصية. وفي التسعينيات ساعدت أنظمة مثل FAIS في اكتشاف غسل الأموال، لكنها استُبدلت لاحقًا بالتعلم الآلي. اليوم يدعم الذكاء الاصطناعي الشركات الناشئة، ما يعزز الاستثمار في هذا المجال.

## الحكومة
يتكون الذكاء الاصطناعي في الحكومة من التطبيقات والأنظمة. يمكن استخدام الذكاء الاصطناعي المقترن بأنظمة التعرف على الوجه لعمليات مراقبة الجمهور. وتستخدم مراقبة الجمهور بالفعل في بعض أجزاء الصين. وشارك الذكاء الاصطناعي أيضًا في انتخابات بلدية مدينة تاما في عام 2018.
في عام 2019، جهزت مدينة بنغالورو التكنولوجية في الهند لتنشر أنظمة إشارات المرور مدارة بواسطة الذكاء الاصطناعي عبر 387 إشارة مرور في المدينة. تضمن هذا النظام استخدام الكاميرات للتأكد من كثافة حركة المرور وبالتالي حساب الوقت اللازم لتخفيف حجم المرور الذي سيحدد مدة الإشارة لحركة مرور المركبات عبر الشوارع.

### الجيش
تطور الولايات المتحدة ودول أخرى تطبيقات الذكاء الاصطناعي لمجموعة من المهام العسكرية. تتمثل التطبيقات العسكرية الرئيسية للذكاء الاصطناعي والتعلم الآلي في تعزيز القيادة والسيطرة، والاتصالات، والمستشعرات، والتكامل والتوافق التشغيلي. تجري أبحاث الذكاء الاصطناعي حاليًا في مجالات جمع المعلومات الاستخبارية وتحليلها، واللوجستيات، والعمليات السيبرانية، وعمليات المعلومات، والقيادة والتحكم، وفي مجموعة متنوعة من المركبات شبه المستقلة والمستقلّة. تتيح تقنيات الذكاء الاصطناعي التنسيق بين المستشعرات والمستجيبات، واكتشاف التهديدات وتحديدها، ووضع علامات على مواقع العدو، واستحواذ الهدف، والتنسيق وإلغاء تضارب النيران المشتركة الموزعة بين المركبات القتالية والدبابات المترابطة وداخل الفرق المأهولة وغير المأهولة (إم يو إم-تي). دمج الذكاء الاصطناعي في العمليات العسكرية في العراق وسوريا.
في عام 2023، اختبرت وزارة الدّفاع الأمريكية ذكاءً اصطناعيًا توليديًا قائمًا على نماذج لغة كبيرة لـ رقمنة البيانات ودمجها عبر الجيش.
في الحرب الفلسطينية الإسرائيلية 2023 استخدمت إسرائيل نظامين للذكاء الاصطناعي لتحديد أهداف الضربات. استخدم النظام الأول، "Habsora" (ويعني "الإنجيل")، لتجميع قائمة بالمباني المستهدفة، بينما تولى النظام الثاني، "Lavender"، إعداد قائمة بالأشخاص المستهدفين، حيث شملت هذه القائمة 37 ألف شخص يُشتبه في انتمائهم إلى حركة حماس.  
تضمنت قائمة المباني منازل فلسطينيين في غزة يُعتقد أن أصحابها مرتبطون بنشطاء حماس. أدى استخدام الذكاء الاصطناعي في استهداف الأهداف المدنية، إلى جانب تغيير السياسة الإسرائيلية الذي أزال القيود على استهداف المناطق المدنية، إلى أعداد غير مسبوقة من القتلى المدنيين. ووفقًا لمسؤولي الجيش الإسرائيلي، فإن هذا النهج يعالج مشكلة سابقة تتمثل في نفاد الأهداف لسلاح الجو. باستخدام هذا النظام توسع "بنك الأهداف" ليشمل منازل تعود لأعضاء صغار في حماس، مما زاد من نطاق الضربات بشكل كبير. وقد وصف مصدر داخلي هذه العمليات بأنها "مصنع اغتيال جماعي".
في عام 2024، درّب الجيش الأمريكيّ الذّكاء الاصطناعيّ على تحديد أهداف الغارات الجوية أثناء عملياته في العراق وسوريا. وفي العام ذاته أنشأ مختبر صيني في كلية العمليات المشتركة لجامعة الدفاع الوطني في شيجياتشوانغ قائدًا عسكريًا للذكاء الاصطناعي، لاستخدامه في عمليات محاكاة الحرب على نطاق واسع في دور رئيس الأركان.
شهد الإنفاق العسكري العالمي السنوي على الروبوتات ارتفاعًا ملحوظًا، فارتفع من 5.1 مليار دولار أمريكي في عام 2010 إلى 7.5 مليار دولار أمريكي في عام 2015. وأصبحت الطائرات المسيرة العسكرية القادرة على العمل بشكل مستقل أمرًا شائع الاستخدام. وقد طور الجيش الأوكراني طائرات مسيرة انتحارية مستقلة بهدف تقويض فعالية التدخل الروسي الجوي. وعلى الجانب الآخر يتجنب العديد من الباحثين الانخراط في التطبيقات العسكرية للروبوتات.

## الصحة

### الرعاية الصحية

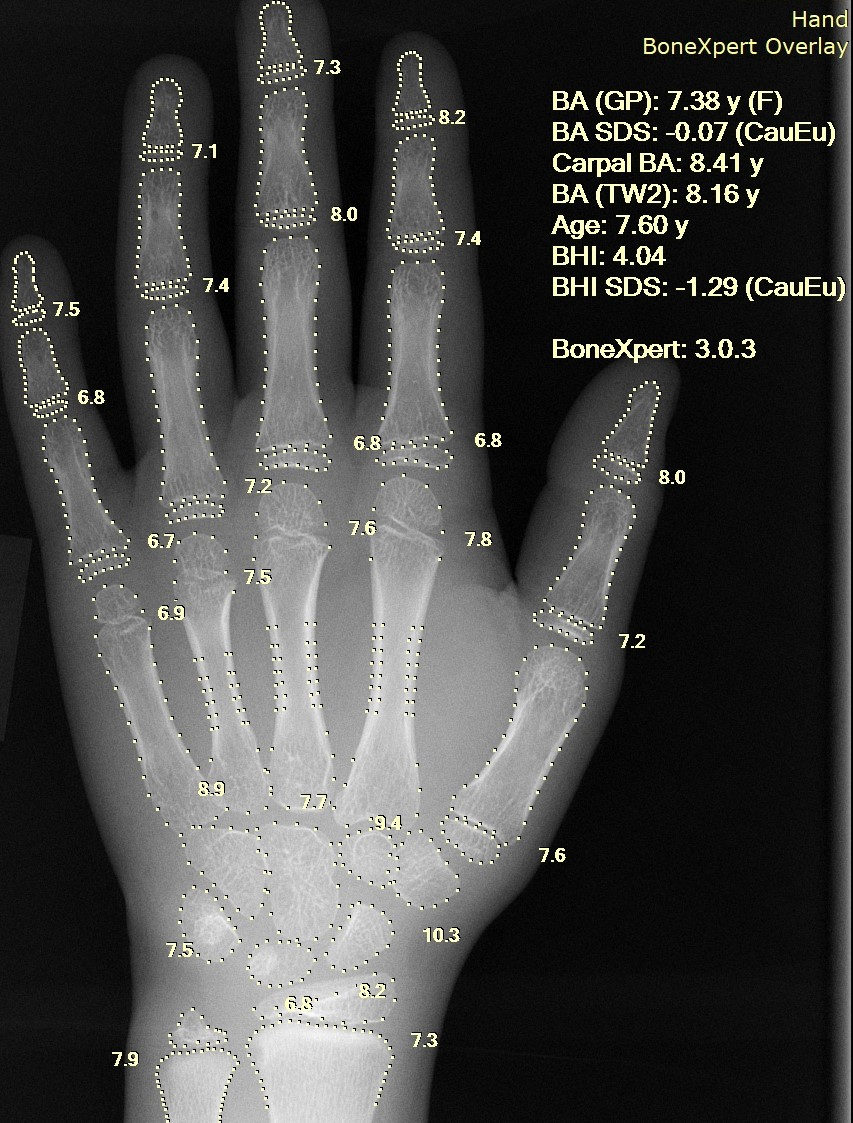
أشعة سينية لليد، مع حساب عمر العظام تلقائيًا بواسطة برنامج حاسوبي

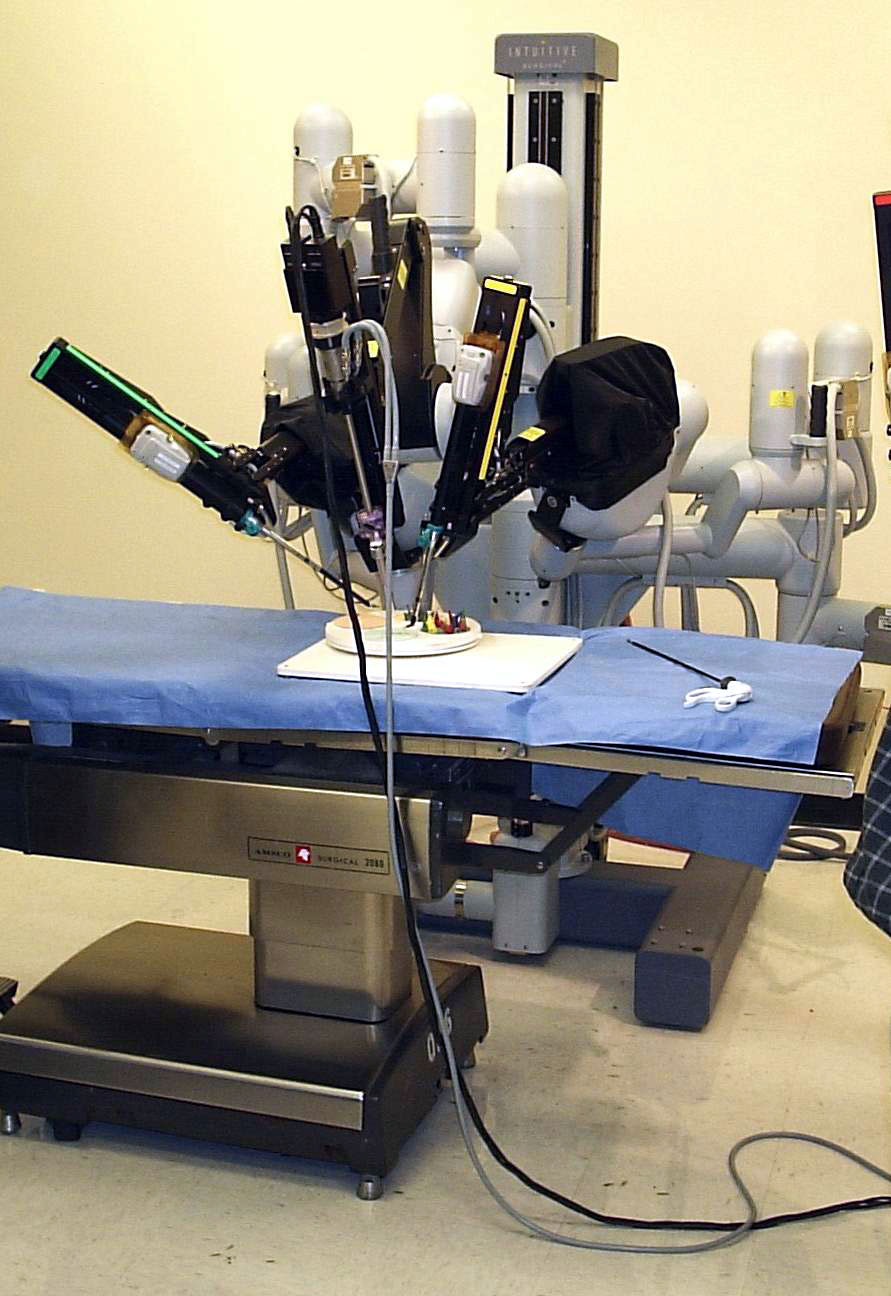
ذراع جراحي من جانب المريض منظومة دا فينشي الجراحية

يستخدم الذكاء الاصطناعي غالبًا في الرعاية الصحية للتصنيف، سواءً لأتمتة التقييم الأولي للتصوير المقطعي المحوسب أو تخطيط كهربائية القلب أو لتحديد المرضى الذين يعرضون صحة السكان لمخاطر عالية. يتسع نطاق التطبيقات بسرعة. يطبق الذكاء الاصطناعي مثلًا في مشكلة الجرعات عالية التكلفة؛ إذ تشير النتائج إلى أن الذكاء الاصطناعي يمكن أن يوفر 16 مليار دولار. وجدت دراسة رائدة في كاليفورنيا في عام 2016 أن الصيغة الرياضية المطورة بمساعدة الذكاء الاصطناعي حددت بشكل صحيح الجرعة الدقيقة من الأدوية المثبطة للمناعة التي يجب إعطاؤها لمرضى الأعضاء. وقد أشارت الأبحاث الحالية إلى أن أمراض الأوعية الدموية غير القلبية تُعالج أيضًا بالذكاء الاصطناعي. بالنسبة لبعض الاضطرابات، يمكن لخوارزميات الذكاء الاصطناعي أن تساعد في التشخيص والعلاجات الموصى بها وتوقع النتائج ومتابعة تقدم المريض. ومع تقدم تكنولوجيا الذكاء الاصطناعي، من المتوقع أن يصبح أكثر أهمية في صناعة الرعاية الصحية.
يسهم الكشف المبكر عن الأمراض، كالسّرطان، في إنقاذ الأرواح، ولتحقيق ذلك، بات الذكاء الاصطناعي حجر الزاوية. فخوارزمياته قادرة على تشخيص الأمراض عبر تحليل كميات ضخمة ومعقدة من البيانات الطبية. على سبيل المثال، يستخدم نظام "واتسون" من شركة آي بي إم في تمشيط السجلات الطبية والتجارب السريرية للوصول إلى تشخيص دقيق للمرضى. كما يسعى مشروع "هانوفر" من مايكروسوفت إلى مساعدة الأطباء في اختيار العلاجات المناسبة لمرض السرطان من بين آلاف الخيارات الدوائية واللقاحات. ويهدف هذا المشروع إلى جمع وتحليل جميع الأوراق البحثية ذات الصلة، للتنبؤ بأكثر العلاجات فعالية لكل مريض على حدة، مع التركيز بشكل خاص على سرطان النخاع النقوي. وفي سياق آخر، أثبتت دراسة أخرى أن الذكاء الاصطناعي قادر على تشخيص سرطان الجلد بدقة مماثلة للأطباء المتخصصين. كما يوجد مشروع آخر يراقب المرضى ذوي المخاطر العالية من خلال طرح أسئلة عليهم بناءً على البيانات التي تم جمعها من تفاعلاتهم مع الأطباء. وفي دراسة استخدمت تقنيات التعلم الانتقالي، تمكن الذكاء الاصطناعي من تشخيص أمراض العيون بدقة عالية، واقترح الخيارات العلاجية المناسبة.
أظهرت دراسة أخرى جراحة باستخدام روبوت مستقل. أشرف الفريق على الروبوت أثناء قيامه بجراحة الأنسجة الرخوة، وخياطة أمعاء الخنزير بدقة تفوقت على جراح بشري. تُستخدم الشبكات العصبية الاصطناعية كأنظمة دعم القرار السريري للتشخيص الطبي،  مثل تكنولوجيا معالجة المفاهيم في برامج سجلات المرضى الإلكترونية.
ومن بين المهام الصحية الأخرى التي يُعتقد أنها مناسبة للذكاء الاصطناعي قيد التطوير:
- الفحص الطبي.[129]
- تحليل أصوات القلب.[130]
- الروبوتات المساعدة لكبار السن.[131]
- تحليل السجلات الطبية.
- إدارة الأدوية.
- مساعدة المكفوفين.[132]
- ابتكار الأدوية [133] (مثل تحديد الأدوية المرشحة [134] واستخدام بيانات فحص الأدوية الموجودة، مثل تلك المستخدمة في أبحاث إطالة العمر).[135]
- التدريب السريري.[136]
- التنبؤ بنتائج العمليات الجراحية.
- التنبؤ بمسار مرض فيروس نقص المناعة البشرية (الإيدز).
- التعرف على بصمات الجينوم الممرضة للمسببات المرضية الجديدة، [137] أو التعرف على المُمْرِضات عن طريق البصمات الفيزيائية (بما في ذلك مسببات الأمراض الوبائية).[138]
- المساعدة في ربط الجينات بوظائفها، [139] أو تحليل الجينات، [140] وتحديد الأهداف البيولوجية الجديدة.[141]
- المساعدة في تطوير المؤشرات الحيوية.[141]
- المساعدة في تصميم العلاجات المخصصة للأفراد في الطب الشخصي.[141][142][143]

### الصحة والسلامة في مكان العمل
تساهم الروبوتات الداعمة بالذكاء الاصطناعي في تقليص الحاجة إلى توظيف كوادر بشرية لتأدية المهام الروتينية في مراكز الاتصال.
يمكن للتعلم الآلي عبر تحليل المشاعر أن يكشف عن إرهاق العاملين، مما يساهم في الوقاية من الإجهاد المفرط. وبالمثل، تساهم أنظمة دعم القرار في منع الكوارث الصناعية وتعزيز كفاءة الاستجابة لها في حال وقوعها. أما بالنسبة للعمال الذين يؤدون أعمالًا يدوية تتطلب التعامل مع مواد، فيمكن الاستعانة بالتحليلات التنبؤية لتقليل خطر الإصابات العضلية الهيكلية. كما يمكن للبيانات التي تجمعها الأجهزة الاستشعارية القابلة للارتداء أن تحسّن مراقبة الصحة في بيئة العمل وتقييم المخاطر وإجراء البحوث ذات الصلة.[كيف؟]
يمكن للذكاء الاصطناعي أن يصنف مطالبات تعويض العمال بشكل آلي. ويمكن لأنظمة الواقع الافتراضي المدعومة بالذكاء الاصطناعي أن تعزز التدريب على السلامة من خلال تمكين المتدربين من التعرف على المخاطر بشكل أفضل. كما يمكن للذكاء الاصطناعي أن يكتشف الحالات التي تكاد تحدث فيها حوادث بكفاءة أعلى، مما يساهم في تقليل معدلات الحوادث التي غالبًا ما يتم الإبلاغ عنها بشكل ناقص.

### الكيمياء الحيوية
يستطيع برنامج ألفافولد 2 تحديد البنية الثلاثية الأبعاد للبروتينات المطوية في غضون ساعات معدودة، مقارنة بالشهور التي تستغرقها الطرق التقليدية. وقد تم توظيفه لتوفير نماذج هيكلية لجميع البروتينات الموجودة في جسم الإنسان، فضلًا عن غالبية البروتينات المعروفة علمياً، والتي تزيد عن 200 مليون بروتين.

## الكيمياء والأحياء
يُوظَّف التعلم الآلي على نطاق واسع في مجال تصميم الأدوية،  حيث يُسهم في التنبؤ بخصائص الجزيئات واستكشاف الفضاءات الكيميائية الشاسعة. كما تُستغل شبكات التفاعلات الحاسوبية، التي تجمع بين التخليق الحاسوبي وخوارزميات الذكاء الاصطناعي،  في دراسة أصول الحياة على الأرض،  وتطوير الأدوية وتصميم مسارات لإعادة تدوير مئتين من المواد الكيميائية الصناعية إلى أدوية ومواد زراعية هامة. تشير الأبحاث إلى أن مختلف مجالات الكيمياء الحاسوبية يمكن أن تستفيد من التعلم الآلي،  بما في ذلك اكتشاف الأدوية وتطويرها وإعادة استخدامها وتحسين إنتاجية الصناعات الدوائية وتصميم التجارب السريرية. كما يُستعان بالتعلم الآلي في تصميم البروتينات ذات وظائف محددة سلفًا.
في أحد التطبيقات العملية، أسهمت قواعد البيانات المدعومة بالتعلم الآلي في اختصار المدة الزمنية اللازمة لتطوير دواء يستهدف إنزيمات الجين DDR1 المرتبطة بأنواع محددة من السرطان والتليف، لتصل إلى 46 يومًا فقط، وذلك بفضل جودة البيانات العالية. ولا يقتصر دور التعلم الآلي على حقل الأدوية فحسب، بل يمتد إلى فك شفرة الأحياء البشرية،  حيث يُساعد في ربط أنماط التعبير الجيني بأنماط التفعيل الوظيفي وتحديد الحمض النووي الوظيفي. ويُعدّ أداة أساسية في أبحاث الجينات. علاوة على ذلك، يتجاوز نطاق تطبيق التعلم الآلي ليصل إلى مجالات الحيويا التركيبية وأحياء الأمراض،  وتكنولوجيا النانو،  وعلوم المواد،  مثل تطوير المواد النانوية والبنى الحيوية النانوية.

### أنواع جديدة للتعلم الآلي

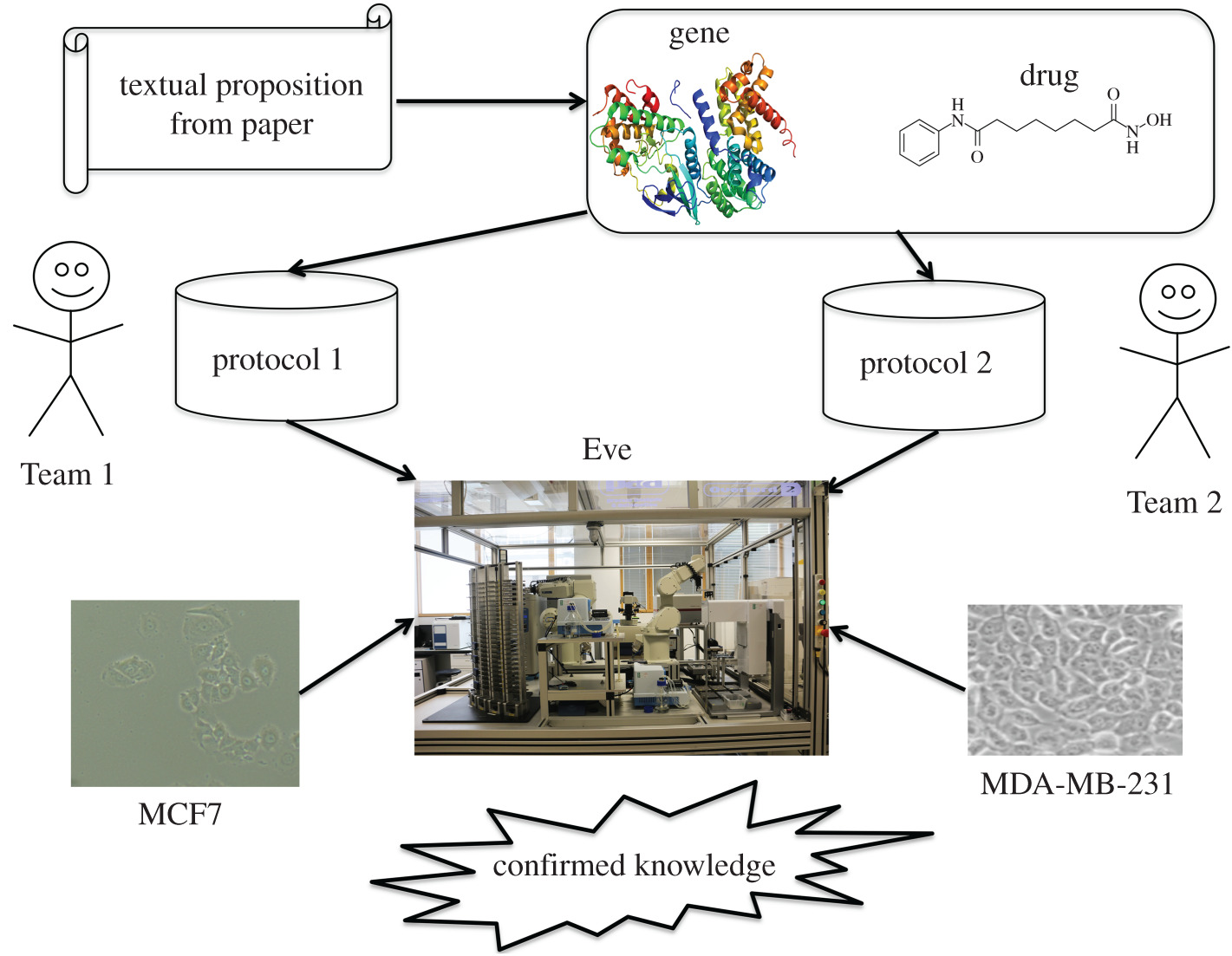
نموذج يوضح خطوات عمل عالم روبوت يعمل بشكل شبه آلي، بدءًا من عملية استخراج البيانات من شبكة الإنترنت وصولًا إلى تنفيذ التجارب العلمية في بيئة المختبر البيولوجي.

توجد نماذج أولية لأجهزة روبوتية علمية، من بينها الروبوتات المجسدة التي تُعرف بـ"علماء الروبوت"، والتي تعرض نمطًا جديدًا من التعلم الآلي يتجاوز الإطار التقليدي. علاوة على ذلك، يسعى الباحثون جاهدين لتطوير أجهزة "حاسوبية حيوية" قادرة على التعلّم،  حيث يتم استخدامها في زراعة مستشعرات حيوية داخل الكائنات الحية للتحكم في الأطراف الاصطناعية على سبيل المثال. كما طُورت خلايا عصبية اصطناعية بوليمرية تعمل بشكل مباشر في البيئات الحيوية، تعرف بالخلايا العصبية الهجينة التي تجمع بين المكونات الاصطناعية والحيوية.
إذا أصبحت محاكاة الدماغ بالكامل ممكنة من خلال المسح وإعادة بناء الدماغ الكيميائي-الحيوي على الأقل، كما يفترض نموذج النسخ الرقمي في كتاب "عصر المحاكاة" باستخدام الشبكات العصبية الفيزيائية، فقد يكون لهذا تطبيقات واسعة تتعدى النطاق البشري المعتاد. غير أن ذلك سيفرض على المجتمع تحديات أخلاقية كبيرة، وأخطارًا مجتمعية، ومشاكل أخلاقية جوهرية، ككيفية بناء مثل هذه الأنظمة واستخدامها أو حتى إرسالها إلى الفضاء، مقارنة بأنواع أخرى من الذكاء الاصطناعي الصناعي أو شبه الصناعي، الأقل إنسانية أو الواعية. وبديلًا عن مسح الدماغ، أو مكملًا له، يمكن استخدام أساليب الهندسة العكسية لدراسة بنية الدماغ ووظائفه. كما توجد فئة فرعية من الذكاء الاصطناعي تعرف بالذكاء المجسد، تشمل أنظمة روبوتية متحركة تتكون من روبوت واحد أو أكثر، قادرة على التعلم والتفاعل مع العالم المادي.

#### الحوسبة الحيوية في الذكاء الاصطناعي
تتميز الحواسيب الحيوية، وإن كانت صناعية وبالغة الذكاء، بخصائص تميزها عادةً عن نظيراتها الصناعية القائمة على السيليكون. مع ذلك، فإن إمكانية دمجها أو استعمالها في تصميم أحدهما الآخر أمرٌ وارد. ورغم كفاءة الذكاء الاصطناعي وشفافية خوارزمياته وخلوه من التحيز، واقتصاره على بيانات ضخمة ونقية، إلا أن بعض المهام قد لا تصلح للتنفيذ به بشكل مناسب إذا كانت المقاييس أو القيم أو البيانات الأساسية غير ملائمة. ويُطلق على الأنشطة البشرية التي تعتمد على الحوسبة كأداة ضمن أنظمة أوسع مصطلح "مدعومة بالحاسوب"، مثل استخدام الذكاء الاصطناعي في مهام محددة دون الاعتماد الكلي على نتائجه. [بحاجة لمصدر]
أشارت دراسة إلى أن النظام الحيوي يُمثل قيدًا على تطور الذكاء الاصطناعي، حيث أبرزت أننا لن نتمكن من تطوير تقنيات تحاكي الذكاء البشري ما لم نفهم النظام الحيوي فهمًا عميقاً، وننجح في صياغة نموذج دقيق له وتقليده. وحتى في حال توفر هذا الفهم الشامل، لا يزال هناك احتمال ألا نتوصل إلى حل تقني قادر على محاكاة الذكاء الطبيعي بالكامل. وتجدر الإشارة إلى أن هناك مجالات بحثية واعدة تسعى إلى دمج الحيويا والذكاء الاصطناعي، مثل مجال الروبوتات الحيوية الذي يهدف إلى تطوير روبوتات تحاكي الكائنات الحية في بنيتها ووظائفها.

## علم الفلك والأنشطة الفضائية وعلم الأجسام الطائرة المجهولة
يستخدم الذكاء الاصطناعي في علم الفلك لتحليل الكميات المتزايدة من البيانات المتاحة والتطبيقات، وخاصة في مجالات "التصنيف، والانحدار، والتجميع، والتنبؤ، والتوليد، والاكتشاف، وتطوير رؤى علمية جديدة". على سبيل المثال، يُستخدم لاكتشاف الكواكب الخارجية، والتنبؤ بالنشاط الشمسي، والتمييز بين الإشارات والتأثيرات الآلية في علم فلك الموجات الثقالية. كما يمكن استخدامه في الأنشطة الفضائية مثل استكشاف الفضاء، بما في ذلك تحليل بيانات مهام الفضاء، واتخاذ القرارات العلمية في الوقت الحقيقي للمركبات الفضائية، وتجنب الحطام الفضائي، والتشغيل الأكثر استقلالية.
وفي سياق البحث عن حياة ذكية خارج كوكب الأرض (SETI)، استخدمت تقنيات التعلم الآلي في مسعى لتمييز الموجات الكهرومغناطيسية ذات المنشأ الاصطناعي ضمن البيانات المتاحة،  مثل الملاحظات الفورية،  وغيرها من المؤشرات التكنولوجية، كالكشف عن الشذوذ عن القواعد الطبيعية. وفي سياق دراسة الأجسام الطائرة المجهولة، يستخدم مشروع "سكاي كام 5" بقيادة البروفيسور هاكان كايال،  ومشروع "غاليلو" بقيادة البروفيسور أبراهام آفي لوب،  تقنيات التعلم الآلي لاكتشاف وتصنيف أنواع محددة من الأجسام الطائرة المجهولة. ويسعى مشروع "غاليلو" كذلك لاكتشاف نوعين آخرين من المؤشرات التكنولوجية المحتملة خارج كوكب الأرض مستعينًا بالذكاء الاصطناعي، وهما الأجسام بين النجمية الشبيهة بجسم "أومواموا"، والأقمار الصناعية الاصطناعية غير الأرضية.

### التطبيقات المستقبلية أو غير البشرية
يتصوّر "لويب" إمكانية أن يكشف مشروع بحثي عن ما يشبه "رواد فضاء اصطناعيين". وفي عام 2021 أكد في مقال رأي أن الذكاء الاصطناعي "سيتفوق" حتمًا على الذكاء الطبيعي. وعلى نحو مماثل أشار مارتن ريس إلى احتمال وجود حضارات أكثر مما نتوقع، وأن أغلبها قد يكون اصطناعيًا. وعلى وجه الخصوص، قد تشمل تطبيقات الذكاء الاصطناعي المستقبلية أشكالًا متقدمة من الذكاء العام الاصطناعي قادرة على استعمار الفضاء، أو أنواعًا أكثر تخصصًا منه موجهة نحو الرحلات الفضائية.
من ناحية أخرى، أثيرت مخاوف تتعلق بالذكاء العام الاصطناعي القادر على استعمار الفضاء، أو حتى استعمار فضائي يقوم على الذكاء الطبيعي. ومن بين هذه المخاوف: "سلامة اللقاءات مع ذكاء اصطناعي غريب"،  ومخاطر المعاناة أو الأهداف العكسية،  والمسؤولية الأخلاقية والقانونية الناشئة عن آثار الاستعمار الفضائي،  أو حتى خطر خروج الذكاء الاصطناعي عن السيطرة كما صور في أعمال الخيال العلمي. وقد وصف "لويب" إمكانية وجود "رواد فضاء اصطناعيين" يخضعون لـ"تطور خاضع للإشراف"،  مما يفتح آفاقًا أوسع للنقاش حول مفاهيم التطور الموجه والارتقاء والبذر الموجه واستعمار الفضاء.

### الكيمياء الفلكية
يمكن توظيف هذه الطريقة أيضًا في توليد مجموعات بيانات من التوقيعات الطيفية لجزيئات قد تساهم في إنتاج أو استهلاك مواد كيميائية محددة - مثل الفوسفين الذي يُحتمل أن يكون قد رُصد في كوكب الزهرة - مما يُسهم في تفادي التعيينات الخاطئة، وإذا ما تحسنت دقتها، يمكن الاستعانة بها في عمليات الكشف والتعرف المستقبلية على الجزيئات في الكواكب الأخرى.

## مجالات بحثية أخرى

### دليل التأثيرات العامة
في أبريل 2024، نشرت آلية المشورة العلمية للمفوضية الأوروبية تقريرًا استعرضت فيه الفرص والتحديات التي يفرضها الذكاء الاصطناعي في البحث العلمي. ومن فوائده تسريع البحث والابتكار، وأتمتة سير العمل، وتعزيز نشر العمل العلمي. أما التحديات فكانت "قيود تتعلق بالشفافية، والإعادة، والتفسير"، والأداء غير الدقيق، والمخاطر الناتجة عن سوء الاستخدام أو الاستخدام غير المقصود، والمخاوف الاجتماعية مثل انتشار المعلومات المضللة وزيادة التفاوتات.

### علم الآثار والتاريخ وتصوير المواقع
يمكن للتعلم الآلي أن يسهم بشكل فعال في ترميم النصوص القديمة وإسنادها إلى مؤلفيها الأصليين. كما يمكن توظيفه في فهرسة تلك النصوص، مما ييسر عملية البحث والدراسة فيها. ولا يقتصر دوره على ذلك، بل يمكن أن يكون عونًا كبيرًا في تصنيف الشظايا النصية. وفي مجال آخر، يمكن الاستعانة بالذكاء الاصطناعي لدراسة الجينومات وتتبع التاريخ الجيني للإنسان. فقد أمكن من خلاله الكشف عن تزاوج بين الإنسان الحديث وأنواع بشرية قديمة، مما أدى إلى اكتشاف مجموعة سكانية سابقة لم تكن من النياندرتال ولا إنسان دينيسوفا. ولا يتوقف الأمر عند هذا الحد، بل يمكن للذكاء الاصطناعي أن يوفر لنا وسيلة "غير غازية وغير مدمرة" لدراسة الهياكل الداخلية للبقايا الأثرية.

### الفيزياء
توقف الباحثون عند تطوير نظام تعلم عميق قادر على استيعاب الفيزياء البديهية من البيانات البصرية المتعلقة بمحاكاة بيئات ثلاثية الأبعاد، وذلك بالاستناد إلى نهج مبتكر مستوحى من دراسات الإدراك البصري عند الرضع. وفي سياق متصل، قام باحثون آخرون بتطوير خوارزمية تعلم آلي تستطيع اكتشاف المجموعات الأساسية من المتغيرات التي تحكم أنظمة فيزيائية متنوعة، والتنبؤ بسلوكياتها الديناميكية المستقبلية من خلال تحليل تسجيلات فيديو لهذه السلوكيات. وفي المستقبل، قد يتسنى لنا استخدام مثل هذه الأنظمة المتقدمة لأتمتة عملية اكتشاف القوانين الفيزيائية التي تحكم الأنظمة المعقدة.

### علم المواد
يمكن استخدام الذكاء الاصطناعي لتحسين المواد واكتشافها مثل اكتشاف المواد المستقرة والتنبؤ ببنيتها البلورية.
في نوفمبر 2023 أعلن باحثون في شركة ديب مايند ومختبر لورنس بيركلي الوطني عن تطويرهم لنظام ذكاء اصطناعي أسموه "ج نوم" (GNoME). وقد حقق هذا النظام قفزة نوعية في مجال علوم المواد باكتشافه لأكثر من مليوني مادة جديدة في فترة زمنية وجيزة نسبيًا. يستند نظام "ج نوم" إلى تقنيات التعلم العميق لاستكشاف الهياكل المادية المحتملة بكفاءة عالية، مما أدى إلى زيادة كبيرة في تحديد بنى البلورات غير العضوية المستقرة. وقد تم التحقق من دقة تنبؤات النظام من خلال تجارب روبوتية مستقلة، حيث أظهرت نتائج واعدة بنجاح بلغ 71%. وأصبحت بيانات المواد المكتشفة حديثًا متاحة للباحثين من خلال قاعدة بيانات مشروع المواد، مما يتيح لهم فرصة فريدة لاكتشاف مواد بخصائص مرغوبة لتطبيقات متنوعة. يمثل هذا التطور نقلة نوعية في مستقبل الاكتشاف العلمي، حيث يعكس مدى تكامل الذكاء الاصطناعي في أبحاث علوم المواد. ومن المتوقع أن يساهم هذا التكامل في تسريع وتيرة الابتكار المادي وتقليل التكاليف المرتبطة بتطوير المنتجات. كما يشير استخدام الذكاء الاصطناعي والتعلم العميق إلى إمكانية تقليل أو حتى القضاء على التجارب المخبرية اليدوية، مما يتيح للعلماء التركيز بشكل أكبر على تصميم وتحليل المركبات الفريدة.

### الهندسة العكسية
يُستخدم التعلم الآلي في شتى أنواع الهندسة العكسية. فعلى سبيل المثال، تم توظيفه في إعادة هندسة أجزاء من المواد المركبة، مما أتاح إنتاج مكونات ذات جودة عالية دون الحاجة إلى تصاريح مسبقة. كما ساهم في الفهم السريع لسلوك البرامج الضارة. ويمكن استغلاله في إعادة هندسة نماذج الذكاء الاصطناعي. علاوة على ذلك، يمكن للتعلم الآلي أن يقوم بتصميم المكونات من خلال عملية شبيهة بالهندسة العكسية للمكونات الافتراضية الغائبة، مثل التصميم الجزيئي العكسي لتحقيق وظيفة محددة مسبقاً،  أو تصميم البروتينات لتلائم مواقع وظيفية معينة. ويمكن للهندسة العكسية للشبكات البيولوجية، بفضل التعلم الآلي، أن تُنمذج التفاعلات البيولوجية بطريقة مفهومة للإنسان، وذلك بالاستناد إلى بيانات سلاسل زمنية لمستويات التعبير الجيني.

## القانون

### التحليل القانوني
صار الذكاء الاصطناعي ركيزة أساسية في المهن القانونية، حيث تقوم الخوارزميات وتعلم الآلة بتولي بعض المهام التي كانت تُؤتمن عليها سابقًا المحامون المبتدئون. ورغم انتشار استخدامه، لا يُتوقع أن يحل محل أغلب الأعمال التي يضطلع بها المحامون في المنظور القريب. وتستغل صناعة الاكتشاف الإلكتروني تعلم الآلة لتقليص البحث اليدوي.

### إنفاذ القانون والإجراءات القانونية
بدأت أجهزة إنفاذ القانون في توظيف أنظمة التعرف على الوجوه لتحديد المشتبه بهم اعتمادًا على البيانات البصرية. وقد أظهرت هذه الأنظمة دقة بالغة تفوق شهادة الشهود، علاوة على قدرتها الفائقة على التعرف على الأفراد حتى في ظروف الإضاءة الخافتة أو جودة الفيديو المنخفضة، متجاوزة بذلك قدرات الإنسان. تستخدم المحاكم الأمريكية نظام "كومباس" التجاري لتقييم احتمال عودة المدانين إلى ارتكاب الجرائم. ومن أبرز المخاوف المتعلقة بهذا الأمر، التحيز الخوارزمي، حيث قد تتأثر خوارزميات الذكاء الاصطناعي بالتحيزات الكامنة في البيانات المدخلة إليها. وقد أشارت منظمة "بروبوبليكا" إلى أن نظام "كومباس" يميل إلى تقييم احتمال عودة المدانين السود إلى الإجرام بمعدل أعلى مقارنة بالبيض.
وفي خطوة رائدة، أطلقت مدينة هانغتشو الصينية في عام 2019، محكمة إلكترونية تجريبية تعتمد على الذكاء الاصطناعي للبت في المنازعات التجارية الإلكترونية وقضايا الملكية الفكرية ذات الصلة.(ص.124) ويقوم الأطراف في هذه المحكمة بتمثيل أنفسهم عبر مؤتمرات الفيديو، بينما يتولى الذكاء الاصطناعي مهمة تقييم الأدلة وتطبيق القواعد القانونية ذات الصلة.(ص.124)

## الخدمات

### الموارد البشرية
من بين التطبيقات الأخرى للذكاء الاصطناعي استخدامه في مجال الموارد البشرية، حيث يمكنه فحص السير الذاتية وترتيب المرشحين بناءً على مؤهلاتهم، والتنبؤ بنجاح المرشحين في أدوار معينة، وأتمتة المهام الروتينية للتواصل عبر روبوتات الدردشة.

### البحث عن عمل

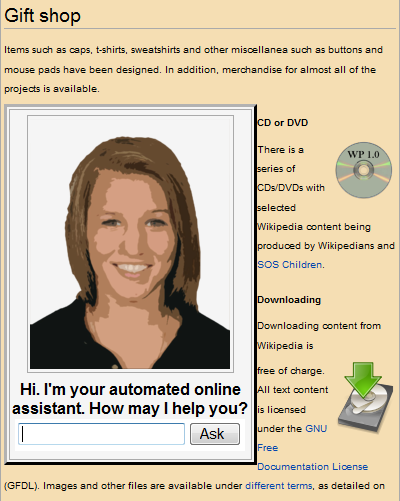
مساعد آلي عبر الإنترنت يقدم خدمة العملاء على صفحة الويب

يُبسط الذكاء الاصطناعي عملية التوظيف والبحث عن عمل عبر تقييم المهارات والرواتب وتفضيلات المستخدمين، مما يسهل مطابقة الباحثين مع الوظائف المناسبة. كما يحسب الأجور المناسبة، ويبرز المعلومات الأساسية في السير الذاتية باستخدام معالجة اللغة الطبيعية. تشمل التطبيقات منشئي السير الذاتية الاحترافية وروبوتات الدردشة لتحسين تجربة المستخدمين.

### خدمة العملاء عبر الإنترنت والهاتف
يلعب الذكاء الاصطناعي دورًا رئيسيًا في تطوير المساعدين الافتراضيين (الأفاتار) لتقليل تكاليف التشغيل والتدريب، كما نجحت شركات مثل "بايبستريم" في أتمتة خدمة العملاء. تعتمد تطبيقات مثل جوجل على تحليل اللغة لتحديد مشاعر العملاء والاستجابة لها، بينما تستخدم أمازون روبوت محادثة لإنجاز مهام متعددة وربط العملاء بممثلين عند الحاجة. كما يشهد الذكاء الاصطناعي التوليدي مثل شات جي بي تي انتشارًا كبيرًا في أتمتة المهام ودعم اتخاذ القرار في عالم الأعمال.

### الضيافة
في قطاع الضيافة، يُستغل الذكاء الاصطناعي في تقليص المهام الروتينية وتحليل الاتجاهات والتفاعل مع النزلاء والتنبؤ باحتياجاتهم. وتتخذ خدمات الفنادق المدعومة بالذكاء الاصطناعي أشكالًا متنوعة منها روبوتات المحادثة، والمساعدون الصوتيون الافتراضيون، وروبوتات الخدمة.

## وسائل الإعلام

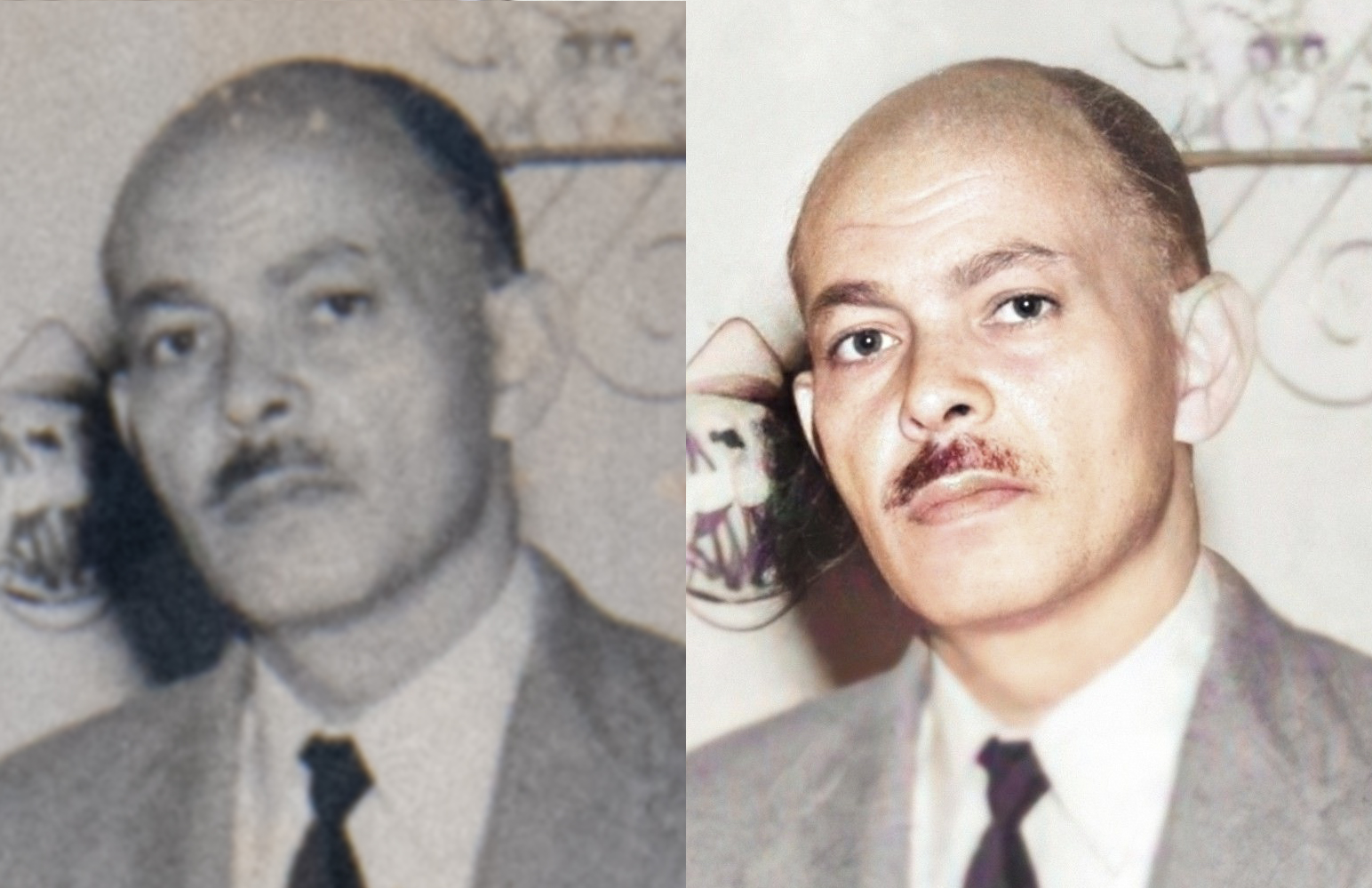
استعادة الصور

تُجري تطبيقات الذكاء الاصطناعي تحليلًا دقيقًا لمحتوى الوسائط المتعددة، كالأفلام والبرامج التلفزيونية والإعلانات المرئية والمحتوى الذي ينتجه المستخدم، وذلك باستعانتها بتقنيات حديثة، أبرزها الرؤية الحاسوبية.
ومن بين التطبيقات العملية لهذا النوع من التحليل: تحليل الصور للتعرف على الأجسام والأوجه، وتحليل الفيديوهات للتعرف على المشاهد والأجسام والأوجه أيضاً. ويمكن لهذا التحليل أن ييسر عملية البحث عن الوسائط، وأن يولد مفردات وصفية دقيقة للمحتوى، وأن يرصد مدى التزام المحتوى بالسياسات المحددة، كالتأكد من ملاءمة المحتوى للأوقات المخصصة للعرض التلفزيوني. كما يمكن تحويل الكلام إلى نص لأغراض الأرشفة وغيرها، واكتشاف الشعارات والمنتجات وأوجه المشاهير بهدف عرض إعلانات ملائمة.
1. الاستيفاء الحركي.[256]
2. خوارزميات قياس فن البكسل.[257]
3. قياس الصورة.[258]
4. ترميم الصورة.[259][260]
5. تلوين الصورة.[261]
6. ترميم الفيلم ورفع مستوى الفيديو.[262]
7. وسم الصور.[263]
8. التعرف الآلي على الأنواع (مثل تحديد النباتات والفطريات والحيوانات باستخدام تطبيق).
9. نماذج تحويل النص إلى صورة مثل دال-إي، وميدجورني، وستيبل ديفيوجن.
10. تحويل الصورة إلى فيديو.[264]
11. تحويل النص إلى فيديو مثل "ميك-فيديو" من ميتا، و"إماجن فيديو" و"فيناكي" من جوجل
12. تحويل النص إلى موسيقى باستخدام نماذج الذكاء الاصطناعي مثل "ميوزك إل إم".[265][266]
13. تحويل النص إلى كلام (مثل إلفن لابس و"15 إيه آي")
14. التقاط الحركة.[267]
15. جعل الصورة شفافة.[268]

### التزييف العميق
في شهر يناير 2016، مولت هيئة البرامج للأبحاث والتطور التكنولوجي مشروعًا أُطلق عليه اسم "إن في دي"، وذلك بغرض مساعدة الصحفيين والباحثين على كشف الوثائق المزيفة. وقد جرى تقديم الأدوات التي يتضمنها هذا المشروع على شكل إضافات للمتصفحات. وفي وقت لاحق خصصت وكالة مشاريع الأبحاث الدفاعية المتقدمة (داربا) مبلغ 68 مليون دولار للعمل على تطوير تقنيات قادرة على كشف الوثائق المزيفة التي أنتجتها تقنيات التزييف العميق.
وفي يونيو 2016 طوّرت مجموعة الحوسبة البصرية في جامعة ميونخ التقنية وجامعة ستانفورد برنامج "فيس تو فيس"،  وهو برنامج مصمم لإنشاء مقاطع فيديو مزيفة من خلال تحريك صور الوجوه بشكل يحاكي تعبيرات وجه شخص آخر. وقد أثبت هذا البرنامج نجاحه في تحريك وجوه شخصيات بارزة مثل باراك أوباما وفلاديمير بوتين.
في شهر سبتمبر 2018 اقترح السيناتور الأمريكي مارك وارنر فرض عقوبات على شركات وسائل التواصل الاجتماعي التي تتساهل في نشر الوثائق المزيفة التي أنتجتها تقنيات التزييف العميق عبر منصاتها.
شهد مجال تقنيات التزييف العميق تطورًا ملحوظاً، لا سيما في مجال توليد الأصوات المزيفة،  كما طورت برامج الذكاء الاصطناعي قدراتها على كشف الوثائق المزيفة واستنساخ الأصوات البشرية.

### تحليل محتوى الفيديو والمراقبة واكتشاف الوسائط المُتلاعب بها
يُستخدَم الذكاء الاصطناعي في مجال المراقبة المرئية من خلال برامج حاسوبية تقوم بتحليل الأصوات والصور الواردة من كاميرات المراقبة بهدف التعرف على الأشخاص والمركبات والأجسام والأحداث. ويتم برمجة هذه البرامج بواسطة المتخصصين في مجال الأمن لتحديد المناطق المحظورة ضمن مجال رؤية الكاميرا (كمنطقة مسيجة أو موقف للسيارات دون الأرصفة أو الشوارع العامة المحيطة)، وتحديد أوقات محددة في اليوم (كبعد ساعات العمل) للممتلكات التي تخضع للمراقبة بالكاميرات. وعند اكتشاف أيّ متسلل يخالف القاعدة المحددة بعدم السماح لأي شخص بالتواجد في تلك المنطقة خلال ذلك الوقت، يقوم الذكاء الاصطناعي بإرسال إشعار فوري.
وقد تم توظيف خوارزميات الذكاء الاصطناعي للكشف عن مقاطع الفيديو المزيفة التي تم توليدها باستخدام تقنيات التعلم العميق.

### إنتاج الفيديو
تبوأ الذكاء الاصطناعي مكانة متميزة في حقل إنتاج الفيديو، حيث تشهد هذه الصناعة تطورًا سريعًا لأدوات وبرامج مبنية على تقنيات الذكاء الاصطناعي التوليدي. هذه الأدوات قادرة على توليد مقاطع فيديو جديدة أو تعديل المقاطع الحالية. ومن أبرز الأدوات المستعملة حاليًا في هذا المجال: دال-إي وميدجورني و"رن واي". وقد استطاعت استوديوهات "وايمارك" استثمار الإمكانات التي تتيحها كل من "دال-إي" و"ميدجورني" لإنتاج فيلم كامل اعتمد بشكل كلي على الذكاء الاصطناعي في صيف عام 2023، وحمل عنوان "الصقيع".
ولا تتوقف جهود هذه الاستوديوهات عند هذا الحد، بل تسعى إلى توظيف الذكاء الاصطناعي في صناعة الإعلانات والتسويق، بغية توفير الوقت والجهد في إنتاج محتوى بصري جذاب للشركات. وفي هذا الصدد، يؤكد إيف بيرجكويست، مدير مشروع الذكاء الاصطناعي وعلم الأعصابعلم الأعصاب في وسائل الإعلام بمركز تكنولوجيا الترفيه بجامعة جنوب كاليفورنيا، أن صناعة السينما، وخاصة فرق ما بعد الإنتاج في هوليوود، قد بدأت بالفعل في تبني الذكاء الاصطناعي التوليدي، ويتوقع أن يشهد المستقبل توسعًا أكبر في اعتماد هذه التكنولوجيا الثورية.

### الموسيقى
ابتكر دايفيد كوب ذكاءً اصطناعيًا يُدعى "إميلي هاول"، وحقق شهرة واسعة في مجال الموسيقى الحاسوبية القائمة على الخوارزميات. وقد تم تسجيل الخوارزمية المستخدمة في "إميلي هاول" كبراءة اختراع أمريكية. وفي عام 2012، أنتج الذكاء الاصطناعي "إياموس" أول ألبوم كلاسيكي مكتمل.
يقوم الذكاء الاصطناعي الافتراضي "AIVA" بتأليف موسيقى سيمفونية، لا سيما الموسيقى الكلاسيكية المصممة للصوتيات السينمائية. ويُعد هذا الإنجاز الأول من نوعه عالميًا، حيث يُعتبر أول مؤلف افتراضي معترف به من قِبل جمعية مهنية موسيقية.
يُنتج برنامج ميلوميكس موسيقى حاسوبية تُستخدم لتخفيف التوتر والألم. كما استفاد برنامج "واتسون بيت" من التعلم المعزز وشبكات الاعتقاد العميق لتأليف الموسيقى بناءً على لحن أولي بسيط وأسلوب محدد. وقد تم نشر البرنامج كمصدر مفتوح، وتعاون موسيقيون مثل تارين ساوثرن مع المشروع لإنتاج مقطوعات موسيقية. أما أغنية "عيون عليك" للمغنية الكورية الجنوبية هايون، فقد أُلفت باستخدام الذكاء الاصطناعي تحت إشراف ملحنين حقيقيين، من بينهم الملحن نوفو.

### الكتابة والصحافة
تبيع شركة "نارتيف ساينس" أخبارًا وتقارير مولدة آليًا. تقوم الشركة بتلخيص الأحداث الرياضية بالاستناد إلى البيانات الإحصائية للمباراة، كما تولد تقارير مالية وتحليلات عقارية. وتولد شركة "أوتوماتد إنسايتس" ملخصات ومعاينات مخصصة لمستخدمي "ياهو سبورتس فانتاسي فوتبول".
أما شركة "يسيوب" فتستخدم الذكاء الاصطناعي لتحويل البيانات المنظمة إلى تعليقات وتوصيات بلغة طبيعية. وتكتب "يسيوب" تقارير مالية، وملخصات تنفيذية، ومستندات مبيعات أو تسويق مخصصة، وأكثر من ذلك بلغات متعددة، من بينها الإنجليزية والإسبانية والفرنسية والألمانية.
أنتجت شركة "تايلزبين" قصصًا مُشابهة لحكايات إيسوب، وأكد مارك ريدل وفاديم بوليتكو أن جوهر رواية القصص هو إدارة التجربة، أو "كيفية تحقيق التوازن بين الحاجة إلى تقدم متسق للقصة ووكالة المستخدم، والتي غالبًا ما تكون متعارضة".
في حين تركّز رواية القصص بالذكاء الاصطناعي على توليد السرد (الشخصية والحبكة)، فإن التواصل القصصي قد حظي بدوره بنصيب وافر من الاهتمام. ففي عام 2002م، تم تطوير إطار معماري لتوليد النثر السردي. وقد نجح الباحثون في إعادة إنتاج تنوع النص وتعقيده بدقة في قصص مثل قصة ذات الرداء الأحمر. وفي عام 2016 شارك ذكاء اصطناعي ياباني في كتابة قصة قصيرة، وكاد أن يحرز الفوز بجائزة أدبية.
تستخدم شركة "هانتيو جلوبال" الكورية الجنوبية روبوت صحافة لكتابة المقالات.

#### الكتابة الرياضية
في عام 2010، استُخدم الذكاء الاصطناعي لتحليل إحصاءات لعبة البيسبول وإعداد تقارير صحفية آلية. وقد تبنت شبكة بيغ تن هذا النهج باستخدام برنامج من تطوير شركة "ناراتيف ساينس". وفي عام 2016، وبعد مواجهة صعوبة في تغطية جميع مباريات دوري كرة القاعدة الابتدائي بفريق صحفيين كبير، تعاونت وكالة أسوشيتد برس مع شركة "أوتوماتيد إنسايتس" لتوليد ملخصات المباريات بشكل آلي باستخدام الذكاء الاصطناعي.
استخدمت مجموعة إعلامية محلية هولندية الذكاء الاصطناعي لتغطية مباريات كرة القدم للهواة آليًا، بهدف تغطية 60 ألف مباراة في موسم واحد فقط. تعاونت شركة "إن دي سي" مع شركة "يونايتد روبوتس" لإنشاء هذه الخوارزمية وتغطية ما كان من المستحيل تغطيته سابقًا دون فريق عمل ضخم للغاية.
في عام 2023، استُخدم الذكاء الاصطناعي "ليد إيه آي" لتحويل نتائج مباريات كرة قدم المدارس الثانوية إلى تقارير صحفية آلية تُنشر في الصحف المحلية. إلا أن هذا الاستخدام قوبل بانتقادات حادة من القراء، الذين اشتكوا من الأسلوب الكتابي الآلي للغاية. فقد تضمنت التقارير أوصافًا مثل "مواجهة قريبة من النوع الرياضي"، مما أثار استياء الجمهور، ودفعهم إلى التعبير عن اعتراضهم عبر وسائل التواصل الاجتماعي لشركة "غانيت"، الناشرة لتلك التقارير. وردًا على ذلك، أوقفت "غانيت" استخدام "ليد إيه آي" بشكل مؤقت، ووصفت التجربة بأنها تحتاج إلى مراجعة وحل لتحسين الأداء.

### ويكيبيديا
يستخدم الذكاء الاصطناعي على نطاق واسع في تطوير مشاريع ويكيبيديا ومشاريع ويكيميديا الأخرى. وقد أصبح التفاعل بين المحررين والبوتات في هذا السياق أمرًا معتادًا. وتجدر الإشارة إلى أن ملايين المقالات في ويكيبيديا قد خضعت لتحرير بواسطة الروبوتات،  وإن كانت هذه الروبوتات لا تعتمد بالضرورة على تقنيات الذكاء الاصطناعي المتقدمة. وعلى الجانب الآخر، تستعين العديد من منصات الذكاء الاصطناعي ببيانات ويكيبيديا كمدخل أساسي لتدريب تطبيقاتها القائمة على تعلم الآلة. يشهد حقل الذكاء الاصطناعي تطورات مستمرة في سياق ويكيبيديا، حيث يتم البحث والتطوير في تطبيقات متنوعة. من بين هذه التطبيقات، يمكن ذكر تطبيقات تحديد الجمل القديمة،  والكشف عن التخريب الخفي،  واقتراح مقالات ومهام للمحررين الجدد.
تستخدم الترجمة الآلية في ترجمة المقالات بين اللغات المختلفة. ومن المتوقع أن تلعب الترجمة الآلية دورًا أكبر في المستقبل في إنشاء وتحديث وتوسيع وتحسين المقالات في ويكيبيديا. وتجدر الإشارة إلى أن أداة ترجمة المحتوى تتيح للمحررين في بعض مواقع ويكيبيديا ترجمة المقالات بسهولة أكبر بين لغات متعددة.

### ألعاب الفيديو
يُستخدم الذكاء الاصطناعي بشكل روتيني في ألعاب الفيديو لتوليد سلوكيات الشخصيات غير اللاعبة. وبالإضافة إلى ذلك، يُستغل الذكاء الاصطناعي في عمليات البحث عن المسار. يرى بعض الباحثين أن ذكاء الشخصيات غير اللاعبة في الألعاب قد أصبح "مسألة محلولة" بالنسبة لمعظم مهام الإنتاج. [من؟] وتشمل الأمثلة على الألعاب التي تستخدم تقنيات ذكاء اصطناعي متقدمة مدير الذكاء الاصطناعي في لعبة لفت 4 ديد (2008) والتدريب العصبي التطوري للكتائب في لعبة سوبريم كوماندر 2 (2010). كما يُستخدم الذكاء الاصطناعي في لعبة فضائي: العزلة (2014) كطريقة للتحكم في تصرفات الكائن الفضائي.
يعتمد جهاز كنيكت الذي يوفر واجهة حركة ثلاثية الأبعاد لجهازي إكس بوكس 360، وإكس بوكس ون على خوارزميات نشأت من أبحاث الذكاء الاصطناعي.

### الفن

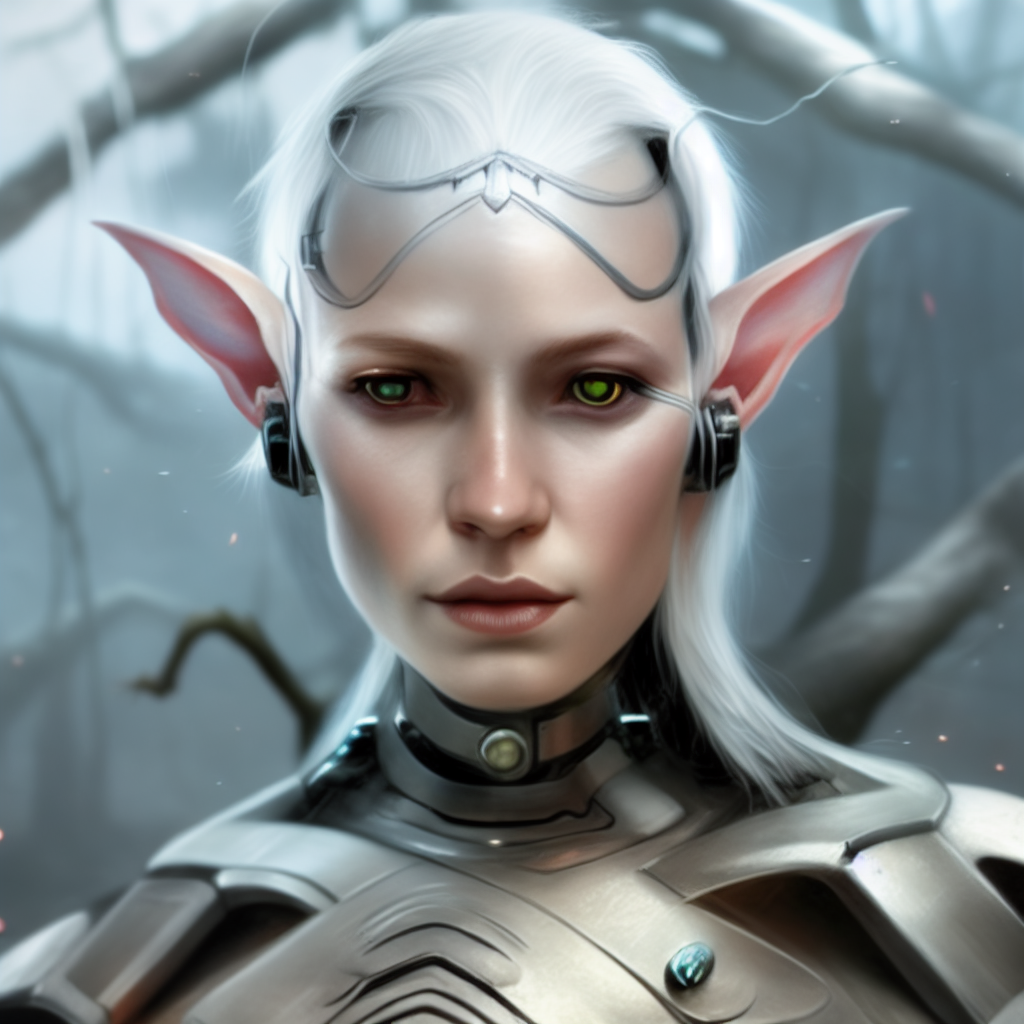
"قزم سايبورغ" عبر ستيبل ديفيوجن

استُخدم الذكاء الاصطناعي في توليد الفنون البصرية على نحو متزايد. وقد كان "آرون" أول برنامج حاسوبي للفن بالذكاء الاصطناعي، والذي طوره هارولد كوهن عام 1968،  محاولة لترجمة فعل الرسم إلى لغة الآلة. بدأ البرنامج برسم خطوط بسيطة بالأبيض والأسود، ثم تطوّر ليرسم باستخدام فرش وأدوات خاصة اختارها بنفسه دون تدخل بشري.
في العصر الحاضر، برزت منصات ذكاء اصطناعي متخصصة في توليد الصور بصورة لافتة، من أبرزها دال-إي،  وستيبل ديفيوجن،  وإيماجين من جوجل برين،  فضلًا عن ميدجورني. أتاحت هذه المنصات للمستخدمين توليد صور بصرية بدءًا من مدخلات نصية أو صور موجودة. علاوة على ذلك، تتيح بعضها تعديل الصور الحالية بطرق متنوعة، كاستبدال الخلفيات أو إضافة عناصر جديدة. وبالإضافة إلى ذلك، تستطيع هذه النماذج تقليد أساليب فنية محددة لفنانين معينين وإضافة تفاصيل دقيقة إلى الرسومات البسيطة.
لقيت الشبكات التنافسية التوليدية (GANs) استعمالًا واسعًا من قبل الفنانين منذ ابتكارها عام 2014. وتعتمد هذه التقنية على تعلم الآلة لتوليد صور واقعية بدون حاجة إلى تدخل بشري كبير. ومن الأمثلة البارزة على برامج الشبكات التنافسية التي تستخدم في الفن آرت بريدر وديب دريم.

#### تحليل الفن
بالإضافة إلى ابتكار أعمال فنية أصلية، برزت مناهج بحثية تعتمد على الذكاء الاصطناعي لتحليل المجموعات الفنية الرقمية تحليلًا كميًا. ورغم أن الغاية الأساسية من رقمنة الأعمال الفنية على نطاق واسع خلال العقود القليلة الماضية كانت تيسير الوصول إلى هذه المجموعات واستكشافها، فإن الاستعانة بالذكاء الاصطناعي في تحليلها قد أفرز آفاقًا بحثية جديدة. ومن أبرز الطرق الحسابية المتبعة في تحليل الفن الرقمي القراءة الدقيقة والمشاهدة عن بعد. وبينما تشمل الملاحظة عن بعد تحليل مجموعات ضخمة من الأعمال الفنية، فإن القراءة الدقيقة تركز على تحليل عمل فني واحد.

### التحريك الحاسوبي
استُخدم الذكاء الاصطناعي بشكل متزايد منذ مطلع القرن الحادي والعشرين. ولعل أبرز الأمثلة على ذلك نظام "جينيسيس" الذي ابتكرته شركة بيكسار. وقد صُمم هذا النظام لتعلم الخوارزميات وإنشاء نماذج ثلاثية الأبعاد للشخصيات والأجسام. ومن بين الأفلام البارزة التي استعانت بهذه التقنية فيلما فوق والديناصور اللطيف.
وفي السنوات الأخيرة، شهد الذكاء الاصطناعي تطبيقات أقل احتفاءً. ففي عام 2023 كشفت شركة نتفليكس اليابانية عن استخدامها للذكاء الاصطناعي في إنشاء صور خلفية لعرضها القادم، الأمر الذي أثار ردود فعل غاضبة على الإنترنت. كما أصبح التقاط الحركة شكلًا سهلًا المنال من رسوم متحركة تعتمد على الذكاء الاصطناعي في السنوات الأخيرة. فعلى سبيل المثال صُمم برنامج "موف أي" لالتقاط أي حركة بشرية وتحويلها إلى رسوم متحركة حية باستخدام تقنيات الذكاء الاصطناعي المتطورة.

## المرافق

### نظام الطاقة
تُستَخدَم محولات الطاقة الإلكترونية على نطاق واسع في مختلف المجالات، مثل الطاقة المتجددة، وتخزين الطاقة، والمركبات الكهربائية ونقل التيار المستمر عالي الجهد. غير أن هذه المحولات ليست بمنأى عن الأعطال التي قد تفضي إلى انقطاع الخدمة أو تتطلب عمليات صيانة مكلفة، بل قد تسبب عواقب وخيمة في التطبيقات الحيوية. [بحاجة لمصدر] ومن هنا، يأتي دور الذكاء الاصطناعي في توجيه عملية تصميم هذه المحولات نحو تحقيق موثوقية أعلى، وذلك عبر حساب المعاملات التصميمية بدقة متناهية بما يضمن عمرًا افتراضيًا طويلًا.
تؤكد وزارة الطاقة الأمريكية على الأهمية البالغة للذكاء الاصطناعي في تحقيق الأهداف المناخية على المستوى الوطني. فبفضل هذا الذكاء، أصبح تحقيق هدف الحياد الكربوني على مستوى الاقتصاد بأكمله هدفًا في متناول اليد. كما يساهم الذكاء الاصطناعي في تعزيز اندماج الطاقة المتجددة، مثل الرياح والشمس، في الشبكة الكهربائية من خلال تفادي الازدحام ورفع مستوى موثوقية الشبكة.
يمكن الاستعانة بالتعلم الآلي في التنبؤ باستهلاك الطاقة ووضع الجداول الزمنية، مما يساعد على إدارة تقلبات الطاقة المتجددة على سبيل المثال.

### الاتصالات
تُستخدَم الخوارزميات البحثية الاستكشافية في العديد من شركات الاتصالات لإدارة القوى العاملة. فعلى سبيل المثال، استخدمت مجموعة بي تي البحث الاستكشافي في تطبيق يخطط لعمل عشرين ألف مهندس. كما يُستخدَم التعلم الآلي في التعرف على الكلام، بما في ذلك الأجهزة الصوتية، وترجمة الكلام، بما في ذلك مقاطع الفيديو.

## التصنيع

### أجهزة الاستشعار
دمجت شركة "آيديا كوريا" الذكاء الاصطناعي مع الطيفية الرقمية، مما أتاح تطبيقات جديدة كرصد جودة المياه المنزلية.

### الألعاب
في التسعينيات، شهدنا أولى تطبيقات الذكاء الاصطناعي في ألعاب مثل تماغوتشي و"جيجا بيتس"، وشبكة الإنترنت، فضلًا عن أول روبوت واسع الانتشار وهو "فربي". كما ظهر "آيبو"، الروبوت المنزلي على شكل كلب، والذي يتميز بقدرات ذكية واستقلالية في أدائه.
صنعت شركة "ماتيل" مجموعة متنوعة من الألعاب المزودة بقدرات ذكاء اصطناعي، حيث صُممت هذه الألعاب لتفهم الحوارات وتقدم استجابات ذكية وقادرة على التعلم.

### النفط والغاز
استخدمت شركات النفط والغاز أدوات الذكاء الاصطناعي لأتمتة الوظائف، وتوقع مشاكل المعدات، وزيادة إنتاج الوقود الأحفوري.

## النقل

### السيارات

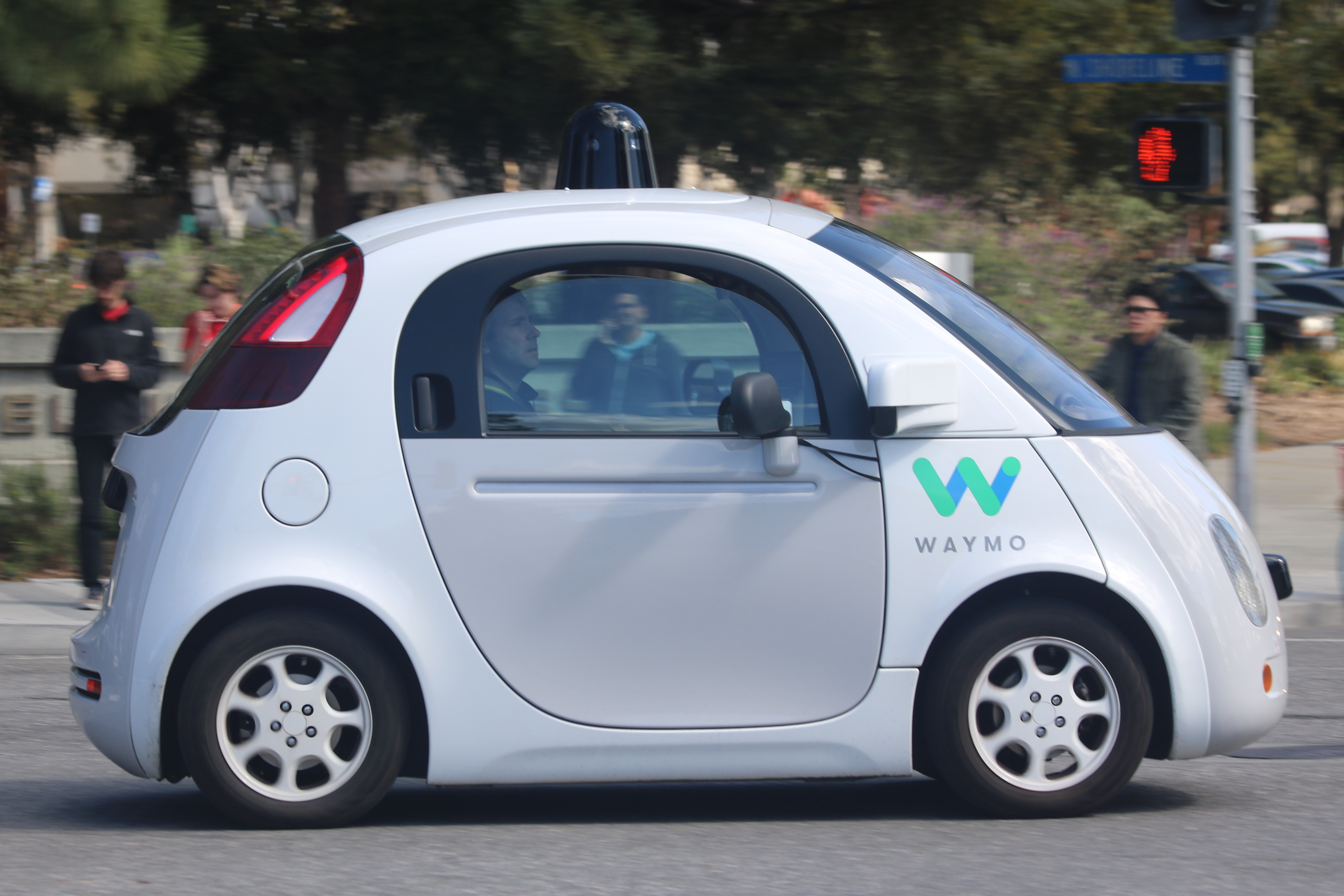
منظر جانبي لسيارة ذاتية القيادة تحمل علامة وايمو

من المتوقع أن يُسهم الذكاء الاصطناعي في ثورة نوعية في قطاع النقل، حيث يَعِد بتوفير وسائل نقل أكثر أمانًا وكفاءة وموثوقية، مع تقليل الآثار السلبية على البيئة والمجتمعات. إلا أن التحدي الأكبر يكمن في تعقيد الأنظمة النقلية التي تتكون من مكونات وأطراف متعددة، قد تتباين أهدافها.
تُستَخدَم أنظمة التحكم اللغوي المبنية على المنطق الضبابي والذكاء الاصطناعي في تشغيل أنظمة نقل الحركة في السيارات الحديثة. فعلى سبيل المثال، تزود سيارات أودي تي تي وفولكس فاغن طوارق و"فولكسفاغن كارافيل" لعام 2006 وعدة طرازات من سكودا (مثل سكودا فابيا) بنظم نقل حركة تعتمد على المنطق الضبابي. كما تتضمن السيارات الحديثة ميزات أنظمة مساعدة السائق المتقدمة القائمة على الذكاء الاصطناعي، مثل أنظمة الركن الآلي ونظام التحكم بالتطواف الذكي.
ولم تتوقف التطبيقات عند هذا الحد، فقد ظهرت نماذج أولية لمركبات نقل عام مستقلة، كالحافلات الصغيرة الكهربائية، بالإضافة إلى قطارات أنظمة النقل السككي المستقلة.
كما جُرِّبت نماذج أولية لمركبات توصيل مستقلة، بما في ذلك روبوتات التوصيل.
وبالنظر إلى تعقيد بيئات النقل، فإن تدريب أنظمة الذكاء الاصطناعي في بيئة القيادة الواقعية يمثل تحديًا كبيرًا. لذا، تلجأ الشركات إلى اختبارات المحاكاة لتقليل المخاطر المرتبطة بالتدريب على الطرق.
يشكِّل الذكاء الاصطناعي العمود الفقري للسيارات ذاتية القيادة. وتقود شركات كبرى مثل تسلا موتورز ووايمو وجنرال موتورز هذا المجال. وتتولى الأنظمة القائمة على الذكاء الاصطناعي التحكم في وظائف حيوية كالكبح وتغيير المسار ومنع الاصطدام والملاحة ورسم الخرائط.
ولا يقتصر الأمر على السيارات، بل تشهد الشاحنات المستقلة تقدمًا ملحوظًا. فقد أصدرت الحكومة البريطانية تشريعًا يسمح باختبار أساطيل الشاحنات المستقلة في عام 2018. وتقوم شركات مثل دايملر الألمانية باختبار شاحناتها المستقلة.
ولتمكن المركبات المستقلة من التنقل بفعالية، فإنها تحتاج إلى خرائط دقيقة للغاية. وفي بعض الحالات، لا تحتوي المركبات المستقلة على عجلة قيادة أو دواسات، مما يعني اعتمادها الكلي على الأنظمة الذكية.

#### إدارة المرور
استُخدم الذكاء الاصطناعي في تحسين إدارة الحركة المرورية، مما أدى إلى تقليل أوقات الانتظار واستهلاك الطاقة والانبعاثات بنسبة وصلت إلى خمس وعشرين بالمئة.
طُورت إشارات المرور الذكية في جامعة كارنيغي ميلون منذ عام 2009. وقد أسس البروفيسور ستيفن سميث شركة "سورتراك" منذ ذلك الحين، والتي قامت بتثبيت أنظمة التحكم الذكية في حركة المرور في اثنتين وعشرين مدينة. تبلغ تكلفة التثبيت حوالي عشرين ألف دولار أمريكي لكل تقاطع. وقد تم تقليل وقت القيادة بنسبة خمس وعشرين بالمئة وتم تقليل وقت الانتظار في الاختناقات المرورية بنسبة أربعين بالمئة عند التقاطعات التي تم تثبيتها فيها.

### الجيش
تستعين القوات الجوية الملكية الأسترالية في فرقة العمليات الجوية، بالذكاء الاصطناعي لإنشاء أنظمة خبراء. تعمل هذه الأنظمة كبديل بشري في تشغيل محاكيات القتال والتدريب، كما تساهم في إدارة المهام ودعم اتخاذ القرارات التكتيكية. علاوة على ذلك، تقوم بمعالجة بيانات المحاكاة وتحويلها إلى ملخصات رمزية. تعتمد محاكيات الطيران على الذكاء الاصطناعي لتوفير بيئة تدريبية واقعية للطيارين. تسمح هذه المحاكيات بتجربة سيناريوهات طيران متنوعة، بما في ذلك القتال الجوي، دون تعريض الطيارين أو الطائرات الحقيقية للخطر.
يمكن للذكاء الاصطناعي أن يتولى التحكم الكامل في الطائرات، كما يحدث في المركبات الأرضية. وتتيح هذه التقنية تشغيل طائرات بدون طيار بشكل مستقل أو في أسراب.
في مجال تصميم الطائرات، يقدم برنامج "تصميم الطائرات المدعوم بالذكاء الاصطناعي" (AIDA) مساعدة كبيرة للمصممين. يتيح هذا البرنامج التركيز على الجوانب الإبداعية للتصميم وتبسيط العمليات الحسابية. وعلى الرغم من بساطته، أثبت AIDA فعاليته في إنتاج تصميمات مفاهيمية للطائرات.

### ناسا
في عام 2003 أطلق مركز أبحاث الطيران نيل إيه أرمسترونغ برنامجًا قادرًا على تمكين طائرة متضررة من مواصلة التحليق حتى يتسنى لها الهبوط بسلام. عوض البرنامج المكونات العاطلة بأخرى سليمة متبقية.
أما نظام الطيار الآلي الذكي في 2016 فقد جمع بين التعلّم المهني وتقليد السلوك، حيث يراقب الطيار الآلي الإجراءات الدقيقة اللازمة لمناورة الطائرة والإستراتيجية العليا المستوى المستخدمة في تطبيق تلك الإجراءات.

### البحرية
تستعين أنظمة الوعي الظرفي في السفن والقوارب بالشبكات العصبية في عملها.

## الرصد البيئي
تعتمد السفن المستقلة المسخرة لمراقبة المحيطات على التقنيات الحديثة، ومن بينها تحليل بيانات الأقمار الصناعية التي تعتمد على الذكاء الاصطناعي والصوتيات السلبية،  أو الاستشعار عن بعد، وتطبيقات أخرى لمراقبة البيئة، مستفيدةً في ذلك من آليات التعلم الآلي.
وعلى سبيل المثال، تعتمد منصة "المراقب العالمي للبلاستيك" على الأقمار الصناعية والذكاء الاصطناعي لتحليل وتتبع مواقع النفايات البلاستيكية، مما يساهم في منع تلوث المحيطات الناتج عن سوء إدارة النفايات البلاستيكية وتسربها إلى البحار والمحيطات.

### أنظمة الإنذار المُبكر
يمكن الاستفادة من التعلم الآلي في نظام الإنذار المبكر لتحديد العلامات الدالة على وقوع الكوارث البيئية، مثل الأوبئة الطبيعية،  والزلازل،  والانهيارات الأرضية،  والأمطار الغزيرة،  ونقص المياه على المدى الطويل،  وانهيار النظام البيئي،  وانتشار الطحالب الضارة،  والجفاف.

## علوم الحاسوب
ابتكر باحثو الذكاء الاصطناعي أدوات عديدة لحل أصعب المشكلات في علوم الحاسوب. اعتمدت علوم الحاسوب الرئيسية العديد من اختراعاتهم ولم تعتبر جزءًا من الذكاء الاصطناعي. (انظر تأثير الذكاء الاصطناعي.) وفقًا لراسل ونورفيغ (2003، ص 15)، طورت التقنيات التالية أصلًا في مختبرات الذكاء الاصطناعي: المشاركة الزمنية، والمفسر التفاعلي، وواجهات المستخدم الرسومية، وفأرة الحاسوب، وبيئات تطوير التطبيقات السريع، وهيكل بيانات القائمة المتصلة، وإدارة التخزين الآلي، والبرمجة الرمزية، والبرمجة الوظيفية، والبرمجة الديناميكية والبرمجة كائنية التوجه.
يمكن استخدام الذكاء الاصطناعي لتحديد مطور الثنائيات المجهولة.
يمكن أيضًا استخدام الذكاء الاصطناعي لإنشاء تطبيقات ذكاء اصطناعي أخرى. أنشأ مشروع أوتو إم إل التابع لجوجل لتطوير طبولوجيا الشبكة العصبية الجديدة مثلًا، في نوفمبر 2017 تقريبًا، شبكة هندسة البحث العصبي (ناس نت NASNet)، وهي نظام محسن من إيماج نت وبوكو إف و(POCO F1). ووفقًا لجوجل، تجاوز أداء ناس نت أداء جميع شبكات إيماج نت المنشورة سابقًا.

### مساعدة البرمجة

#### أدوات مساعدة في كتابة التعليمات البرمجية
يمكن الاستعانة بالذكاء الاصطناعي لاكمال الشفرات البرمجية في الوقت الحقيقي، وإجراء المحادثات، وابتكار الاختبارات الآلية. عادة ما تُدمج هذه الأدوات في بيئات التطوير المتكاملة والمحررات كمكونات إضافية. وتختلف هذه الأدوات في وظائفها وجودتها وسرعتها ونهجها في حماية الخصوصية. وقد تكون مقترحات الشفرات غير دقيقة، لذا يتعين على المبرمجين مراجعتها بدقة قبل اعتمادها.
يعد غيت هاب كوبايلوت نموذجًا للذكاء الاصطناعي طوره كل من غيت هاب وأوبن أيه آي، وهو قادر على استكمال الشفرات البرمجية تلقائيًا بلغات برمجية متعددة. ويبلغ سعر الاشتراك الفردي 10 دولارات أمريكية شهريًا أو 100 دولار أمريكي سنويًا، مع إتاحة فترة تجريبية مجانية لمدة شهر واحد.
أنشأ جاكوب جاكسون أداة البرمجة المساعدة "تابناين" التي كانت تابعة لشركة تحمل الاسم نفسه في البداية. وفي أواخر عام 2019، استحوذت عليها شركة "كودوتا". وتتوفر هذه الأداة كمكون إضافي لمعظم بيئات التطوير المتكاملة الشائعة، وتقدم خيارات تسعير متنوعة تشمل نسخة مجانية محدودة المميزات.
توفر منصة "جوسترايتر" التي تقدمها شركة "ريبليت" ميزة استكمال الكود البرمجي وإجراء حوارات حول البرمجة. وتقدم خطط تسعير متنوعة تشمل خطة مجانية وأخرى مدفوعة باسم "هاكر" بسعر سبعة دولار أمريكي شهرياً.
تجمع أداة "كودويسبير" من أمازون محتوى المستخدمين الفردي، بما في ذلك الملفات المفتوحة ضمن بيئة التطوير المتكاملة. وتزعم الشركة أنها تولي اهتمامًا بالغًا بمسألة أمن البيانات أثناء نقلها وتخزينها. وتتوفر خطة فردية مجانية، بالإضافة إلى خطة احترافية.

#### تصميم الشبكات العصبية
يمكن استغلال الذكاء الاصطناعي في ابتكار أنظمة ذكاء اصطناعي أكثر تطوراً. ففي نوفمبر 2017 تمكن مشروع "أوتو إم إل" التابع لشركة جوجل من تطوير نظام "ناس نت"، وهو نظام معزز لكلا من "إيمج نت" و"بوكو إف 1". وقد تحقق هذا الإنجاز من خلال ابتكار بنيات جديدة للشبكات العصبونية. تجاوز أداء "ناس نت" كل النتائج التي سبق نشرها حول "إيمج نت".

#### الحوسبة الكمومية
استُخدم التعلم الآلي بنجاح في إزالة الضوضاء المصاحبة للتكنولوجيا الكمومية، لا سيما في أجهزة الاستشعار الكمومية. علاوة على ذلك، يشهد المجال البحثي إقبالًا واسعًا على دمج أجهزة الكمبيوتر الكمومية مع خوارزميات التعلم الآلي. فقد طُور نموذج أولي لذاكرة كمومية فوتونية يمكن توظيفها في أجهزة الكمبيوتر الكمومية والشبكات العصبية الاصطناعية والمواد الكمومية، مما يفتح آفاقًا واعدة للتطبيقات المحتملة في حقل الحوسبة الكمومية. كما يمثل التعلم الآلي الكمومي مجالًا واعدًا بتطبيقات متنوعة قيد التطوير.
يمكن توظيف الذكاء الاصطناعي في المحاكيات الكمومية، الأمر الذي قد يؤدي إلى تطبيقات بالغة الأهمية في حل المسائل المعقدة في الفيزياء والكيمياء. كما يمكن استخدامه في أجهزة التلدين الكمومية لتدريب الشبكات العصبية الضرورية لتطبيقات الذكاء الاصطناعي. علاوة على ذلك، قد يكون للذكاء الاصطناعي تطبيقات واعدة في مجالات أخرى كالكيمياء، لا سيما في اكتشاف الأدوية، وفي علم المواد، كتحسين المواد واكتشاف مواد جديدة، مع إمكانية ربط ذلك بتصنيع المواد الكمومية.

### المساهمات التاريخية
ابتكر باحثو الذكاء الاصطناعي أدوات متعددة لحل أعقد المسائل الحسابية. وقد استوعبت علوم الحاسوب السائدة عديدًا من هذه الاختراعات، فلم تعد تُصنف ضمن نطاق الذكاء الاصطناعي، مثل المشاركة الزمنية، والمفسر، وواجهة المستخدم الرسومية، وإدارة التخزين الآلي، والجيل الثالث من لغات البرمجة، والبرمجة الوظيفية.

## الأعمال

### استخراج المحتوى
يستخدم قارئ الأحرف الضوئي في استخلاص البيانات من الوثائق التجارية كالفواتير والإيصالات. ويمكن توظيفه أيضًا في عقود العمل التجارية، كعقود التوظيف، لاستخراج البيانات الحيوية كشروط التوظيف وشروط التسليم وبنود الإنهاء وغيرها.

## العمارة
يُعَدُّ الذكاء الاصطناعي قوة دافعة وراء ثورةٍ في مجال العمارة، إذ يساهم في أتمتة العمليات التصميمية والتخطيطية، ويعزز من قدرات المهندسين المعماريين. يُعتقد أن هذا التكامل بين الذكاء الاصطناعي والعمارة سيؤدي إلى تحولات جذرية في هذا المجال. وقد أتاح الذكاء الاصطناعي للمهندسين المعماريين استكشاف آفاق جديدة في التصميم، متجاوزين بذلك حدود الإدراك البشري. كما أن تطبيقات الذكاء الاصطناعي في تحويل النص إلى صورة، مثل دال-إي وستيبل ديفيوجن، قد مكنت من ترجمة الأفكار المعقدة إلى صور بصرية بشكل فوري وفعال. ومن شأن الذكاء الاصطناعي أن يُطلق العنان لإبداع المصممين، ويساعدهم على توليد أفكار مبتكرة أثناء عملية التصميم. وعلى الرغم من التطور المتسارع في هذا المجال، إلا أن الذكاء الاصطناعي لن يحل محل المهندسين المعماريين، بل سيعمل على تعزيز قدراتهم وسرعة تنفيذ أفكارهم.

## التحديات الاقتصادية والاجتماعية
يعد برنامج الذكاء الاصطناعي للخير مبادرة من الاتحاد الدولي للاتصالات تدعم المؤسسات التي تستخدم الذكاء الاصطناعي لمعالجة بعض أكبر التحديات الاقتصادية والاجتماعية في العالم. أطلقت جامعة جنوب كاليفورنيا مثلًا مركز الذكاء الاصطناعي في المجتمع، بهدف استخدام الذكاء الاصطناعي لمعالجة المشكلات الاجتماعية ذات الصلة مثل التشرد. ويستخدم الباحثون في ستانفورد الذكاء الاصطناعي لتحليل صور الأقمار الصناعية لتحديد المناطق ذات مستويات الفقر الأعلى.

## قائمة التطبيقات
- تعرف بصري على المحارف
- تعرف على خط اليد
- تعرف الكلام
- نظام تعرف الوجوه
- ذكاء اصطناعي مولد
- إبداع حسابي
- رؤية حاسوبية
- واقع افتراضي
- معالجة الصور الرقمية
- التلاعب بالصور والتلاعب بالفيديو
- نظرية الألعاب وتخطيط إستراتيجي
- الذكاء الاصطناعي في ألعاب الفيديو وروبوت ألعاب الفيديو
- معالجة اللغة الطبيعية، والترجمة وبوتات الدردشة
- تحكم لاخطي وروبوت
- ذباب إلكتروني
- نموذج قائم على الوكيل
  - حياة اصطناعية
- استدلال آلي
- تشغيل آلي
- الحوسبة المستوحاة من الحيوية
- تنقيب في البيانات
- تمثيل المعرفة
- ويب دلالي
- تصفية البريد غير هام
- تصفية خطاب الكراهية، والعري
- روبوت
  - روبوتات سلوكية
  - علم روبوتات إدراكي
  - سيبرنيطيقا
  - علم روبوتات نمائي
  - علم روبوتات تطوري
  - التفاعل بين الإنسان والروبوت
- وكيل ذكي
- تحكم ذكي
- دعوى قضائية